# 영국 총리의 기록

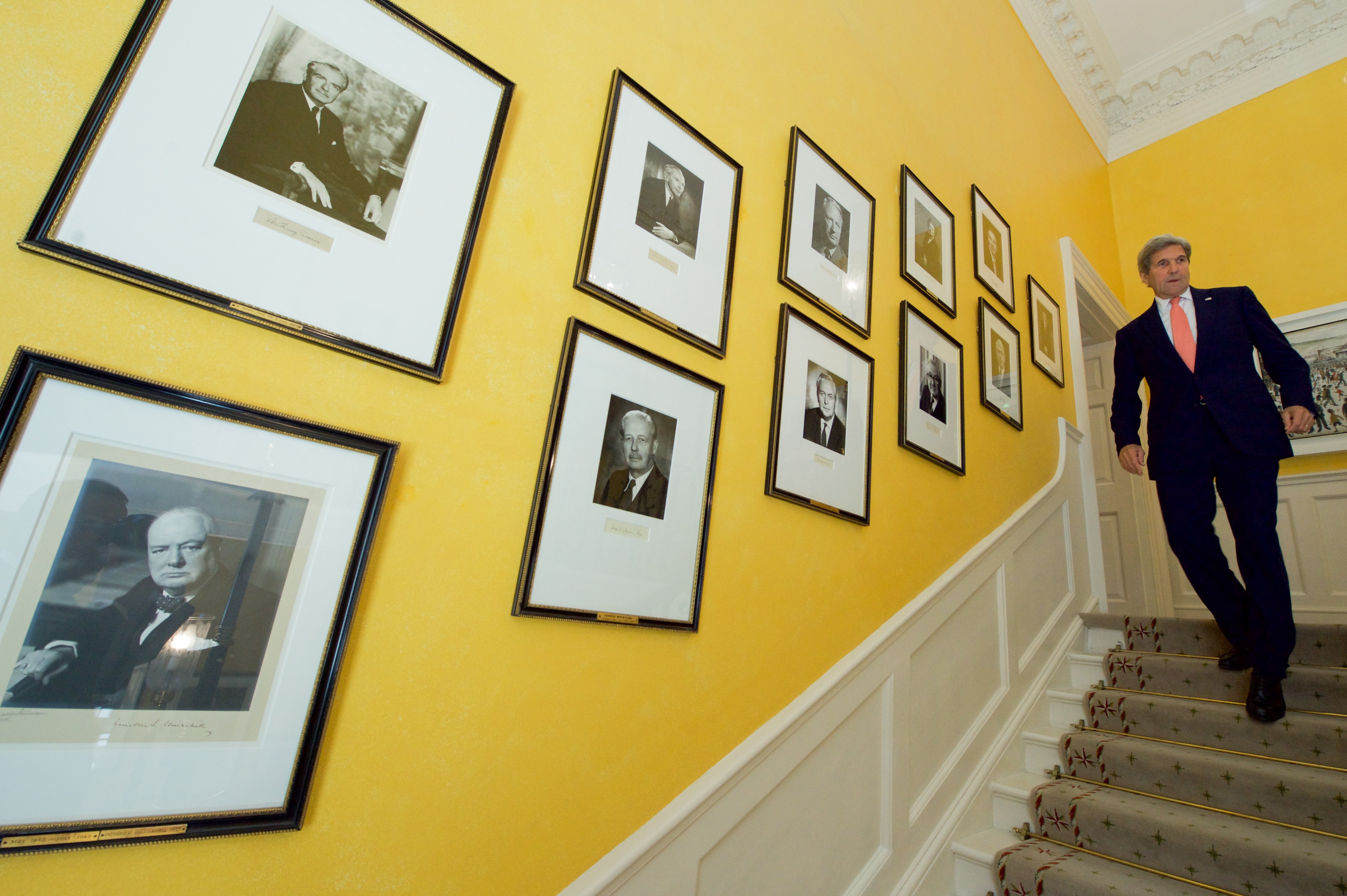
다우닝가 10번지 계단에 줄지어 걸려있는 전직 총리들의 초상화 옆을 지나가는 당시 미국의 국무장관 존 케리 (2016).

이 문서는 1721년 이래 영국의 총리 기록을 나열한다.

## 재임 기간

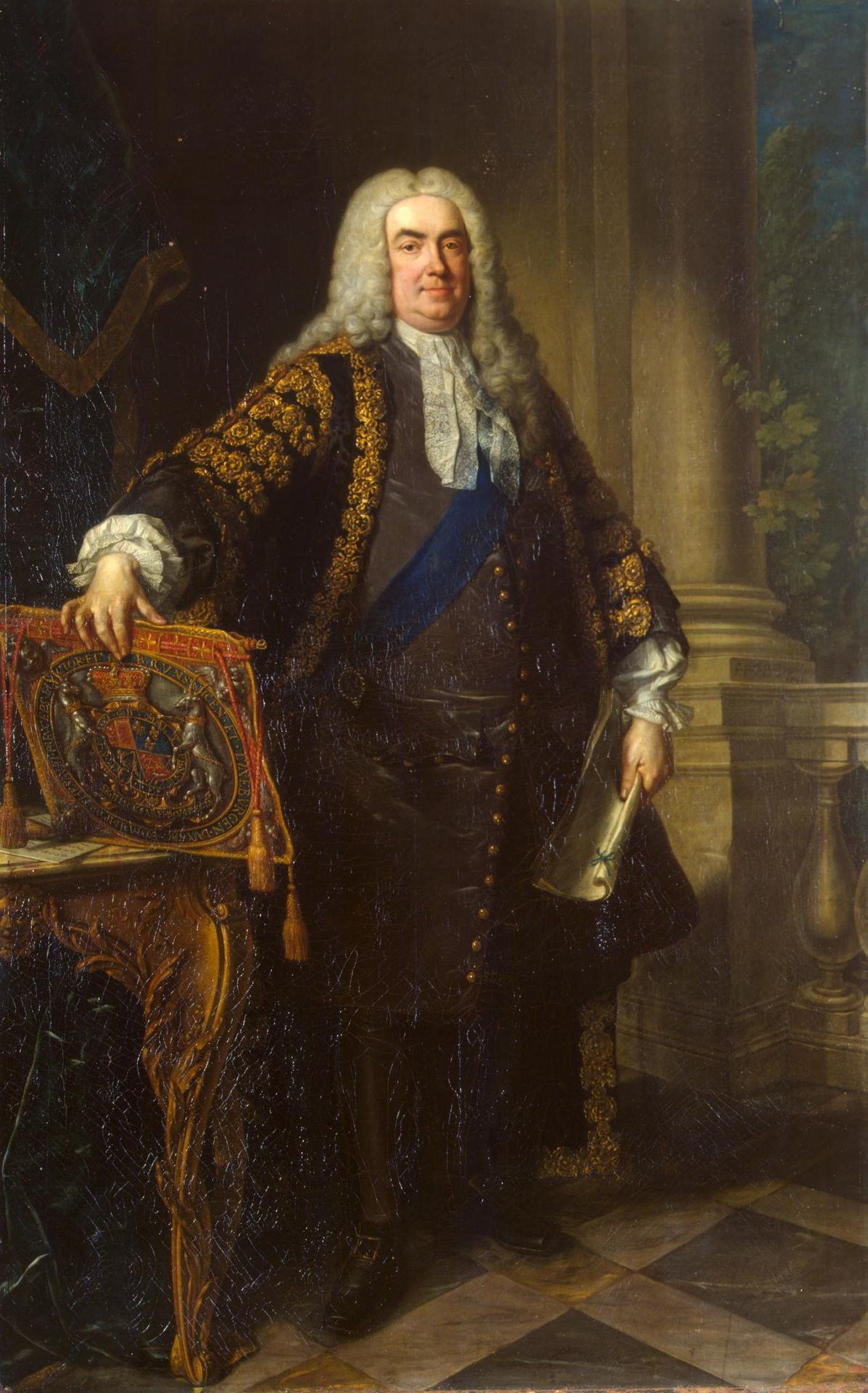
가장 오래 재임한 총리 로버트 월폴 (1721–1742) (7620일)

### 최장 임기
가장 긴 단일 임기를 기록한 총리는 로버트 월폴로, 1721년 4월 3일부터 1742년 2월 11일까지 20년 315일간 재임했다. 이는 다른 어떤 총리의 누적 임기보다도 길다.

### 최단 임기
리즈 트러스는 49일로 가장 짧은 명확한 재임 기간을 기록했다. 그녀는 2022년 9월 6일 엘리자베스 2세에 의해 밸모럴성에서 임명되었고, 2022년 10월 25일 버킹엄궁에서 찰스 3세에게 총리직을 공식적으로 사임했다. 조지 캐닝은 1827년 8월 8일 임명 119일 만에 재직 중 사망하여 두 번째로 짧은 재임 기록을 보유하고 있다.
그러나 최단 임기 기록은 사용된 기준에 따라 달라질 수 있다. 윌리엄 풀트니는 기술적으로 단 이틀(1746년 2월 10일–12일) 동안만 취임했지만, 그의 내각에 참여하겠다고 동의하는 사람을 한 명 이상 찾을 수 없었다. 당시 한 풍자가는 다음과 같이 썼다: "현명한 모든 사람들이 놀랍게도 그 장관은 성급한 일 하나도 처리하지 않았고, 더 놀라운 것은, 그가 재무부에서 찾은 돈만큼이나 많이 남겨두었다는 것이다." 제2대 월드그레이브 백작 제임스 월드그레이브는 1757년 6월 8일–12일 나흘 동안 총리를 지냈다. 그러나 풀트니나 월드그레이브 모두 효과적인 정부를 구성하지 못했으므로, 최단 재임 기간 기록에는 다른 경쟁자들이 있다.
1834년 11월, 웰링턴 공작은 두 번째 임기를 총리로 수락하지 않았지만, 그가 추천한 로버트 필이 유럽에서 돌아오는 동안 25일간(1834년 11월 17일 – 12월 9일) "임시" 행정부를 구성했다. 그러나 이 임시 행정부는 그 자체로 총리 임기로 간주되지 않는 경향이 있다.

### 첫 재임과 마지막 재임 사이의 기간
첫 임명 시작부터 마지막 임기 종료까지 가장 긴 기간을 가진 총리는 포틀랜드 공작으로, 그의 첫 임기는 1783년 4월 2일에 시작되었고 두 번째이자 마지막 임기는 1809년 10월 4일에 종료되어 약 26년 6개월 동안이었다.

### 재임 기간 사이의 간격
포틀랜드 공작은 두 임기 사이에 1783년 12월 19일부터 1807년 3월 31일까지 23년 101일 동안 공직에 없었다.
가장 짧은 간격(또는 "가장 빠른 복귀")은 헨리 펠럼이 달성했는데, 그는 1746년 2월 10일 사임했지만, 바스 경이 내각을 구성하도록 초청받았으나 실패하자 이틀 뒤(2월 12일) 복귀했다. 개입 내각이 구성된 경우의 최단 간격은 멜버른 경이 달성했는데, 그는 1834년 11월 14일 해고된 후 공직에서 물러났지만, 후임인 로버트 필의 첫 내각이 1835년 4월 18일 종료된 후 155일(6개월 미만) 만에 복귀했다.

### 임기 횟수
총리의 "임기"는 전통적으로 임명부터 사임, 해임 또는 사망까지의 기간으로 간주되며, 중간에 치러진 총선의 횟수는 차이가 없다.
이 정의에 따라 네 번의 임기를 지낸 유일한 총리는 윌리엄 유어트 글래드스턴이다.
- 1868년 12월 3일 – 1874년 2월 20일
- 1880년 4월 23일 – 1885년 6월 23일
- 1886년 2월 1일 – 7월 25일
- 1892년 8월 15일 – 1894년 3월 5일

세 명의 총리가 세 번의 임기를 지냈다:
- 더비 백작
  - 1852년 2월 23일 – 1852년 12월 17일
  - 1858년 2월 20일 – 1859년 6월 11일
  - 1866년 6월 28일 – 1868년 2월 25일
- 솔즈베리 후작
  - 1885년 6월 23일 – 1886년 1월 28일
  - 1886년 7월 25일 – 1892년 8월 11일
  - 1895년 6월 25일 – 1902년 7월 11일
- 스탠리 볼드윈
  - 1923년 5월 22일 – 1924년 1월 22일
  - 1924년 11월 4일 – 1929년 6월 4일
  - 1935년 6월 7일 – 1937년 5월 28일

열세 명의 총리가 두 번의 임기를 지냈다: 윈스턴 처칠, 벤저민 디즈레일리, 램지 맥도널드, 멜버른 자작, 뉴캐슬 공작, 파머스턴 경, 로버트 필, 소(小) 피트, 포틀랜드 공작, 로킹엄 후작, 존 러셀 경, 웰링턴 공작, 해럴드 윌슨.

## 총리의 재임 기간과 군주의 통치 기간
총리직은 12명의 영국 군주(1811년부터 조지 3세 사망 시점인 1820년까지의 조지 3세의 무능력 기간 중 섭정 포함)의 통치와 시기를 같이하며, 총리는 헌법적으로 군주의 국가 원수 지위에 대한 행정 수반이었다.
1837년까지 군주가 사망하면 6개월 이내에 의회가 해산되고 총선이 치러졌다. 그러한 선거 결과는 다음과 같다.
- 1727년 – 로버트 월폴 유지
- 1761년 – 뉴캐슬 공작 유지
- 1820년 – 리버풀 경 유지
- 1830년 – 웰링턴 공작 패배, 그레이 경 임명
- 1837년 – 멜버른 경 유지

### 가장 많은 군주를 섬긴 총리
스탠리 볼드윈은 조지 5세, 에드워드 8세, 조지 6세 등 세 명의 군주를 연속으로 섬긴 유일한 총리이다.
열 명의 총리는 두 명의 군주를 섬겼으며, 이 중 아홉 명은 통치권 이양 시기에 재임했다.
- 로버트 월폴 — 조지 1세 및 조지 2세
- 뉴캐슬 공작 — 조지 2세 및 조지 3세
- 리버풀 경 — 조지 3세 및 조지 4세
- 웰링턴 공작 — 조지 4세 및 윌리엄 4세
- 멜버른 경 — 윌리엄 4세 및 빅토리아 여왕
- 로버트 필 — 윌리엄 4세 및 빅토리아 여왕 (통치권 이양 시기에는 재임하지 않음)
- 솔즈베리 경 — 빅토리아 여왕 및 에드워드 7세
- H. H. 애스퀴스 — 에드워드 7세 및 조지 5세
- 윈스턴 처칠 — 조지 6세 및 엘리자베스 2세
- 리즈 트러스 — 엘리자베스 2세 및 찰스 3세

### 재임 기간 동안 총리 수
- 엘리자베스 2세 – 15명, 윈스턴 처칠부터 리즈 트러스까지
- 조지 3세 – 14명, 뉴캐슬 공작부터 리버풀 경까지
- 빅토리아 – 10명, 멜버른 경부터 솔즈베리 경까지
- 조지 2세 – 5명, 로버트 월폴부터 뉴캐슬 공작까지
- 조지 5세 – 5명, H. H. 애스퀴스부터 스탠리 볼드윈까지
- 조지 4세 – 4명, 리버풀 경부터 웰링턴 공작까지
- 윌리엄 4세 – 4명, 웰링턴 공작부터 멜버른 경까지
- 에드워드 7세 – 4명, 솔즈베리 경부터 H. H. 애스퀴스까지
- 조지 6세 – 4명, 스탠리 볼드윈부터 윈스턴 처칠까지
- 찰스 3세 – 3명, 리즈 트러스부터 키어 스타머까지
- 조지 1세 – 1명, 로버트 월폴
- 에드워드 8세 – 1명, 스탠리 볼드윈

### 재임 중 태어난 총리
열 명의 총리가 자신들이 태어난 군주의 재임 기간 동안 공직을 수행했다.

#### 조지 3세 (재임 1760–1820)
- 스펜서 퍼시벌 – 1762년 출생, 1809–1812년 재임 – 1812년 암살당함; 그의 생애는 한 명의 군주 아래에서 총리로서 온전히 살았던 유일한 사례이다.
- 리버풀 경 – 1770년 출생, 1812–1827년 재임

#### 빅토리아 여왕 (재임 1837–1901)
- 로즈베리 경 – 1847년 출생, 1894–1895년 재임

#### 엘리자베스 2세 (재임 1952–2022)
- 토니 블레어 경 – 1953년 출생, 1997–2007년 재임
- 데이비드 캐머런 – 1966년 출생, 2010–2016년 재임
- 테리사 메이 – 1956년 출생, 2016–2019년 재임
- 보리스 존슨 – 1964년 출생, 2019–2022년 재임
- 리즈 트러스 – 1975년 출생, 2022년 재임

캐머런, 존슨, 트러스는 엘리자베스 2세의 모든 자녀보다 어리다는 추가적인 특징을 가지고 있다.

### 가장 많은 군주 아래 살았던 총리
로버트 월폴 (1676–1745)과 윌밍턴 경 (c. 1673–1743) 모두 동일한 일곱 명의 군주인 찰스 2세, 제임스 2세, 공동 군주인 윌리엄 3세와 메리 2세, 앤 여왕, 조지 1세, 조지 2세의 통치 아래 살았다.
윈스턴 처칠 (1874–1965), 클레멘트 애틀리 (1883–1967), 앤서니 이든 (1897–1977), 해럴드 맥밀런 (1894–1986) 모두 빅토리아, 에드워드 7세, 조지 5세, 에드워드 8세, 조지 6세, 엘리자베스 2세 등 동일한 여섯 명의 군주 통치 아래 살았다.

### 군주의 재위 시작 또는 종료와 총리 임명 사이의 시간
군주의 재위 기간 중 가장 늦게 임명된 총리 기록은 리즈 트러스가 보유하고 있으며, 그녀는 엘리자베스 2세 재위 70년 7개월 만에 임명되었다. 그녀는 또한 군주의 재위 종료에 가장 근접하여 임명된 총리 기록도 보유하고 있는데, 엘리자베스 2세 사망 이틀 전에 임명되었다.
군주의 재위 기간 중 가장 빨리 임명된 총리 기록은 리즈 트러스의 직계 후임인 리시 수낵에게 있으며, 그는 찰스 3세 재위 47일 만에 임명되었다.
이러한 기록들은 대체로 (하지만 본질적으로 의존하는 것은 아님) 엘리자베스 2세의 기록적인 장기 재위 종료가 리즈 트러스의 기록적인 단기 임기 시작과 겹치는 독특한 상황으로 인해 발생했다. 이 사실들로부터 다양한 다른 기록들을 도출할 수 있다. 예를 들어, 총리 임기 종료와 군주 재위 종료 사이의 최단 시간은 보리스 존슨의 사임과 엘리자베스 2세의 사망 사이의 2일이며, 군주 재위 시작과 총리 임기 종료 사이의 최단 시간은 찰스 3세 즉위와 리즈 트러스 사임 사이의 47일이다.

## 나이

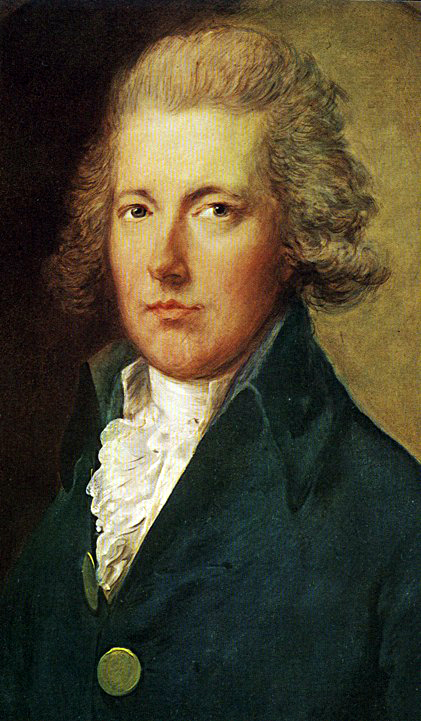
소(小) 피트는 역대 최연소 총리(24세)로 임명되었다.

가장 어린 나이에 임명된 총리는 1783년 12월 19일 24세 208일의 나이로 취임한 소(小) 피트이다.

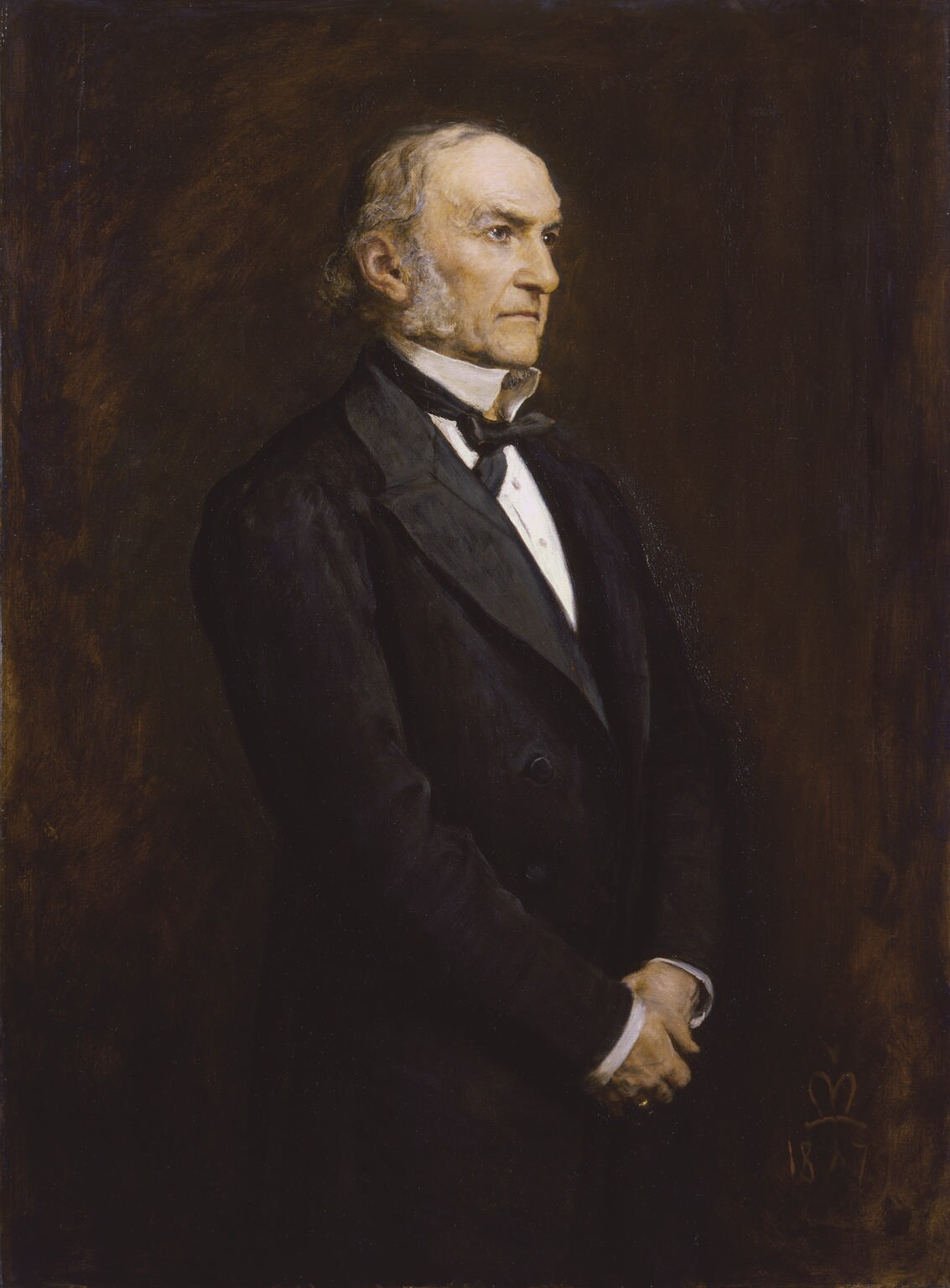
윌리엄 유어트 글래드스턴은 다른 어떤 총리보다 많이(4회) 임명되었다. 그는 또한 가장 나이가 많은 총리(82세)이기도 하다.

처음으로 임명된 총리 중 가장 나이가 많았던 총리는 1855년 2월 6일 70세 109일의 나이로 취임한 파머스턴 경이다.
전체적으로 가장 나이가 많았던 총리이자 총선에서 승리한 최고령자는 윌리엄 유어트 글래드스턴으로, 1809년 12월 29일에 태어나 그 해 총선 이후 1892년 8월 15일 82세 231일의 나이로 마지막으로 임명되었다.

### 퇴임 시 나이
가장 어린 나이에 퇴임한 총리는 1770년 34세의 나이로 은퇴한 그래프턴 공작이었다. 최고령자는 1894년 마지막 은퇴 당시 84세였던 글래드스턴이었다.

### 퇴임 총리와 취임 총리 간의 나이 차이
가장 큰 나이 차이 – 로즈베리 경 (1847년 5월 7일 출생)은 1894년 윌리엄 유어트 글래드스턴 (1809년 12월 29일 출생)이 최종 은퇴한 후 그 뒤를 이어 37년 129일 어렸다.
가장 작은 나이 차이 – 조지 캐닝 (1770년 4월 11일 출생)은 1827년 리버풀 경이 은퇴한 후 그 뒤를 이어 리버풀 경 (1770년 6월 7일 출생)보다 57일 더 많았다. 캐닝과 리버풀은 같은 해에 태어난 바로 직전 총리 쌍 중 하나였으며, 다른 경우는 다음과 같다.
- 소(小) 피트 (1783–1801년 및 1804–1806년 재임)와 그렌빌 경 (1806–1807년 재임), 둘 다 1759년 출생
- 애버딘 경 (1852–1855년 재임)과 파머스턴 경 (1855–1858년 및 1859–1865년 재임), 둘 다 1784년 출생
- 해럴드 윌슨 (1964–1970년 및 1974–1976년 재임)과 에드워드 히스 (1970–1974년 재임), 둘 다 1916년 출생

1730년대는 미래 총리들의 출생에 가장 생산적인 시기였으며, 다음 다섯 명이 태어났다: 로킹엄 경 (1730년 출생, 1765–1766년 및 1782년 재임), 노스 경 (1732년 출생, 1770–1782년 재임), 그래프턴 공작 (1735년 출생, 1768–1770년 재임), 셸번 경 (1737년 출생, 1782–1783년 재임), 그리고 포틀랜드 공작 (1738년 출생, 1783년 및 1807–1809년 재임).

### 최장수
가장 오래 살았던 총리는 제임스 캘러헌 남작으로, 1912년 3월 27일에 태어나 2005년 3월 26일에 92년 364일의 나이로 사망했는데, 이는 그의 93번째 생일 전날이었다. 이전에는 해럴드 맥밀런 제1대 스톡턴 백작이 가장 오래 살았던 총리로, 1894년 2월 10일에 태어나 1986년 12월 29일에 92년 322일의 나이로 사망했다. 앨릭 더글러스흄은 93세까지 살았던 유일한 다른 총리이다(1995년 10월 9일에 92년 99일의 나이로 사망).
현재 살아있는 여덟 명의 전 총리 중 가장 나이가 많은 사람은 1943년 3월 29일생인 존 메이저로, 82세이다. 그가 2036년 3월 28일까지 산다면, 캘러헌의 기록을 넘어 최장수 총리가 될 것이다.

### 최단수
가장 짧게 살았던 총리는 1720년 5월 8일에 태어나 1764년 10월 2일에 44세 147일의 나이로 사망한 데번셔 공작이다.

### 퇴임 후 최장수
총리직에서 최종 퇴임 후 가장 오래 살았던 총리는 1770년 1월 28일 퇴임한 그래프턴 공작이다. 그는 1811년 3월 14일, 41년 45일 후에 사망했다.
지난 100년 동안 퇴임 후 가장 오래 살았던 총리는 1974년 3월 4일 임기가 끝난 에드워드 히스이다. 그는 2005년 7월 17일, 31년 135일 후에 사망했다.

### 퇴임 후 최단수

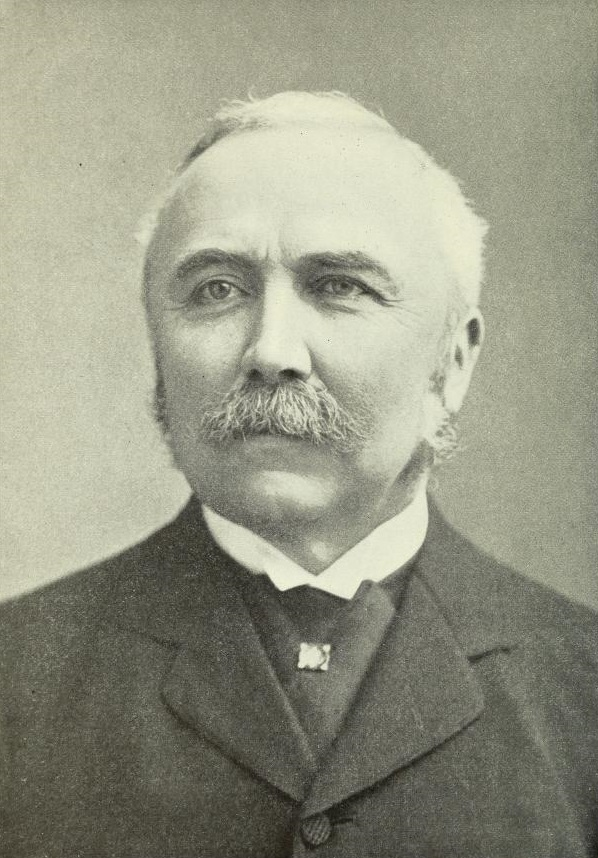
헨리 캠벨배너먼은 총리직 사임 후 19일 만에 사망했다

총리직에서 물러난 후 가장 짧게 살았던 총리는 헨리 캠벨배너먼으로, 1908년 4월 3일 사임하고 19일 후인 1908년 4월 22일 다우닝가 10번지에 거주하는 동안 사망했다.

## 총선

### 총선 사이에 가장 많은 총리
총선 사이에 다섯 명의 총리가 연속으로 재임했던 두 번의 기간이 있었는데, 둘 다 18세기에 발생했다.
- 1761년과 1768년 총선 사이: 뉴캐슬 공작 (1762년 5월 26일 사임), 뷰트 경 (1763년 4월 8일 사임), 조지 그렌빌 (1765년 7월 10일 사임), 로킹엄 경 (1766년 7월 30일 사임), 채텀 경 (의회 해산 시까지).
- 1780년과 1784년 총선 사이의 더 짧은 기간: 노스 경 (1782년 3월 27일 사임), 로킹엄 경 (두 번째 내각, 1782년 7월 1일 재직 중 사망), 셸번 경 (1783년 3월 26일 사임), 포틀랜드 공작 (1783년 12월 18일 사임), 소(小) 피트 (의회 해산 시까지).

근대에 들어 하원 의원이 총리직을 겸하지 않게 된 이후(1902년 이후), 총선 사이에 세 명의 총리가 재임했던 두 번의 사례가 있었다.
- 1935년과 1945년 총선 사이: 스탠리 볼드윈 (1937년 5월 28일 은퇴), 네빌 체임벌린 (5월 10일 사임, 이후 1940년 사망) 및 윈스턴 처칠 (의회 해산 시까지). 주목할 점은 이 기간은 총선 사이의 기간으로서는 이례적으로 길었으며, 1940년에 예정된 선거는 제2차 세계 대전의 결과로 치러지지 않았다.

- 2019년과 2024년 총선 사이: 보리스 존슨 (2022년 9월 6일 사임), 리즈 트러스 (2022년 10월 25일 사임), 리시 수낵 (의회 해산 시까지).

### 당 대표로서 가장 많은 총선 출마
개인이 가장 많은 총선에 출마한 횟수는 6번이다. H. H. 애스퀴스는 1910년 1월, 1910년 12월, 1918년, 1922년, 1923년, 1924년 총선에 출마했다.
개인이 가장 많은 총선을 패배한 횟수는 4번이다. 찰스 제임스 폭스는 1784년, 1790년, 1796년, 1802년 총선에서 휘그당을 이끌고 패배한 후 총리가 되지 못했다. 개인이 가장 많은 총선에서 승리한 횟수는 4번이다. 로버트 월폴, 리버풀 경, 윌리엄 유어트 글래드스턴, 해럴드 윌슨은 각각 4번의 총선에서 승리했다.

### 총선 패배 시 나이
총선에서 패배한 가장 어린 사람은 35세에 1784년 총선에서 휘그당을 이끌고 패배한 찰스 제임스 폭스이다. 최근 몇 년 동안 총선에서 패배한 가장 어린 총리는 44세 54일의 나이로 보수당이 2024년 총선에서 패배했을 때 리시 수낵이다.
윌리엄 유어트 글래드스턴은 1886년 총선에서 당이 패배했을 때 76세로 가장 나이가 많았지만, 1892년에 다시 집권했다. 다시 집권하지 못하고 패배한 최고령 총리는 벤저민 디즈레일리 제1대 비콘즈필드 백작으로, 보수당이 1880년 총선에서 패배했을 때 75세였다. 제러미 코빈은 70년 200일세였을 때 노동당이 2019년 총선에서 패배하여 총리가 되지 못하고 총선에서 패배한 최고령 인물이다.

### 총선 승리 시 나이
총선에서 승리한 가장 어린 총리는 소(小) 피트로, 25세에 1784년 총선에서 토리당을 승리로 이끌었다. 최근 몇 년 동안 총선에서 승리한 가장 어린 총리는 데이비드 캐머런으로, 2010년 43세 209일의 나이로 2010년 총선에서 보수당을 최대 정당으로 이끌었다.
윌리엄 유어트 글래드스턴이 가장 나이가 많았다. 그는 자유당이 1892년 총선에서 승리한 후 82세의 나이로 다시 집권했다. 총선에서 처음으로 승리한 최고령 총리는 윈스턴 처칠로, 보수당이 1951년 총선에서 승리했을 때 75세였다.

### 총선 없이 재임
총선에 출마하지 않고 (또는 총선에서 승리하지 않고) 재임한 전 총리가 15명인데, 이들은 대개 선거 승리자와 다음 선거에 직면할 총리 사이에 끼어들어 임기를 수행했다. 연대순으로 다음과 같다:
- 윌밍턴 경
- 데번셔 공작
- 뷰트 경
- 조지 그렌빌
- 그래프턴 공작
- 로킹엄 경 (두 번의 임기 모두 총선 없이)
- 셸번 경
- 스펜서 퍼시벌
- 조지 캐닝
- 고드리치 경
- 애버딘 경
- 로즈베리 경
- 아서 밸푸어[note 1]
- 네빌 체임벌린
- 리즈 트러스

## 상원 의원 출신 (또는 이후 상원에 진출한) 총리
존 러셀은 특이하게도 1846년–1852년에 하원 의원(베드퍼드 공작의 막내아들로서 존 러셀 경으로 알려짐)으로 다우닝가에서 첫 임기를 전적으로 수행했고, 1861년에 작위를 받은 후 1865년–1866년에는 제1대 러셀 백작으로서 상원의원으로 두 번째이자 마지막 임기를 전적으로 수행했다.
러셀 경을 제외하고, 18명의 총리가 이미 상원의원이었던 신분으로 전체 임기를 수행했다. 다음 연대순 목록에서 정치 경력 내내 하원 의원으로 재직하지 않은 총리는 별표(*)로 표시되어 있다.
- 윌밍턴 경
- 뉴캐슬 공작 *
- 데번셔 공작
- 뷰트 경 *
- 로킹엄 경 *
- 그래프턴 공작
- 셸번 경 (이후 랜즈다운 경) *
- 포틀랜드 공작
- 그렌빌 경
- 리버풀 경
- 고드리치 경 (이후 리폰 경)
- 웰링턴 공작
- 그레이 경
- 멜버른 경
- 더비 경
- 애버딘 경 *
- 솔즈베리 경
- 로즈베리 경 *

세 명의 총리는 재임 중 작위를 받아 하원에서 상원으로 승격되었다.
- 로버트 월폴 – 1742년 공식 사임 닷새 전 초대 오포드 백작으로 서임되었다.
- 대(大) 피트 – 1766년 취임 닷새 후 초대 채텀 백작으로 서임되었다.
- 벤저민 디즈레일리 – 1874년 두 번째 임기를 시작한 지 2년 후인 1876년 초대 비콘즈필드 백작으로 서임되었다.

노스 경은 재임 후 1790년에 아버지의 작위인 제2대 길퍼드 백작을 계승했다.
앨릭 더글러스흄은 1963년 취임 나흘 후 (그 해 작위 포기법에 따라) 제14대 홈 백작으로서 세습 작위를 포기하고 상원 의석을 포기했다. 그 후 20일 동안 그는 양원 모두에서 공직을 맡지 않은 채 보궐 선거에서 승리하여 하원 의원이 되었다. 그는 1974년에 종신 귀족으로서 허젤의 홈 남작이 되어 상원에 복귀했다.
13명의 총리는 하원 의원으로 모든 임기를 마쳤지만, 이후 작위를 받아 상원으로 승격되었다.
- 헨리 애딩턴 – 1805년 초대 시드머스 자작이 됨
- 아서 밸푸어 – 1922년 초대 밸푸어 백작이 됨
- H. H. 애스퀴스 – 1925년 초대 옥스퍼드 앤 애스퀴스 백작이 됨
- 스탠리 볼드윈 – 1937년 초대 볼드윈 오브 비들리 백작이 됨
- 데이비드 로이드 조지 – 1945년 초대 드위포어 로이드 조지 백작이 됨 (총리 재임 후 22년 만이지만, 상원 의석을 차지하지 못하고 사망)
- 클레멘트 애틀리 – 1955년 초대 애틀리 백작이 됨
- 앤서니 이든 – 1961년 초대 에이본 백작이 됨
- 해럴드 윌슨 – 1983년 리볼의 윌슨 남작이 됨 (종신 귀족)
- 해럴드 맥밀런 – 1984년 초대 스톡턴 백작이 됨
- 제임스 캘러헌 – 1987년 카디프의 캘러헌 남작이 됨 (종신 귀족)
- 마거릿 대처 – 1992년 대처 남작부인이 됨 (종신 귀족)
- 데이비드 캐머런 – 2023년 치핑노턴의 캐머런 남작이 됨 (종신 귀족)
- 테리사 메이 – 2024년 메이든헤드의 메이 남작부인이 됨 (종신 귀족)

대조적으로, 현 총리(키어 스타머) 이전의 18명의 총리는 상원 의원이 된 적이 없으며, 그의 직전 여덟 명의 전임자 중 여섯 명도 그러했다. 헨리 펠럼 (1743년부터 1754년 사망 시까지 재임)은 평생 "평민"이었던 첫 번째 총리였다. (총리가 하원에서만 지도력을 행사하는 관례는 20세기에야 확립되었다.)
아일랜드 작위 소유자(1801년 이후 허용된 28명의 아일랜드 대표 귀족 제외)는 법적으로 그레이트브리튼 및 영국 의회의 상원에 앉지 않았지만, 하원에 앉는 것은 허용되었다. 파머스턴 경은 아일랜드 귀족으로서 총리를 지낸 유일한 인물로, 하원에서 지도력을 행사했다.

## 하원 의원 경력

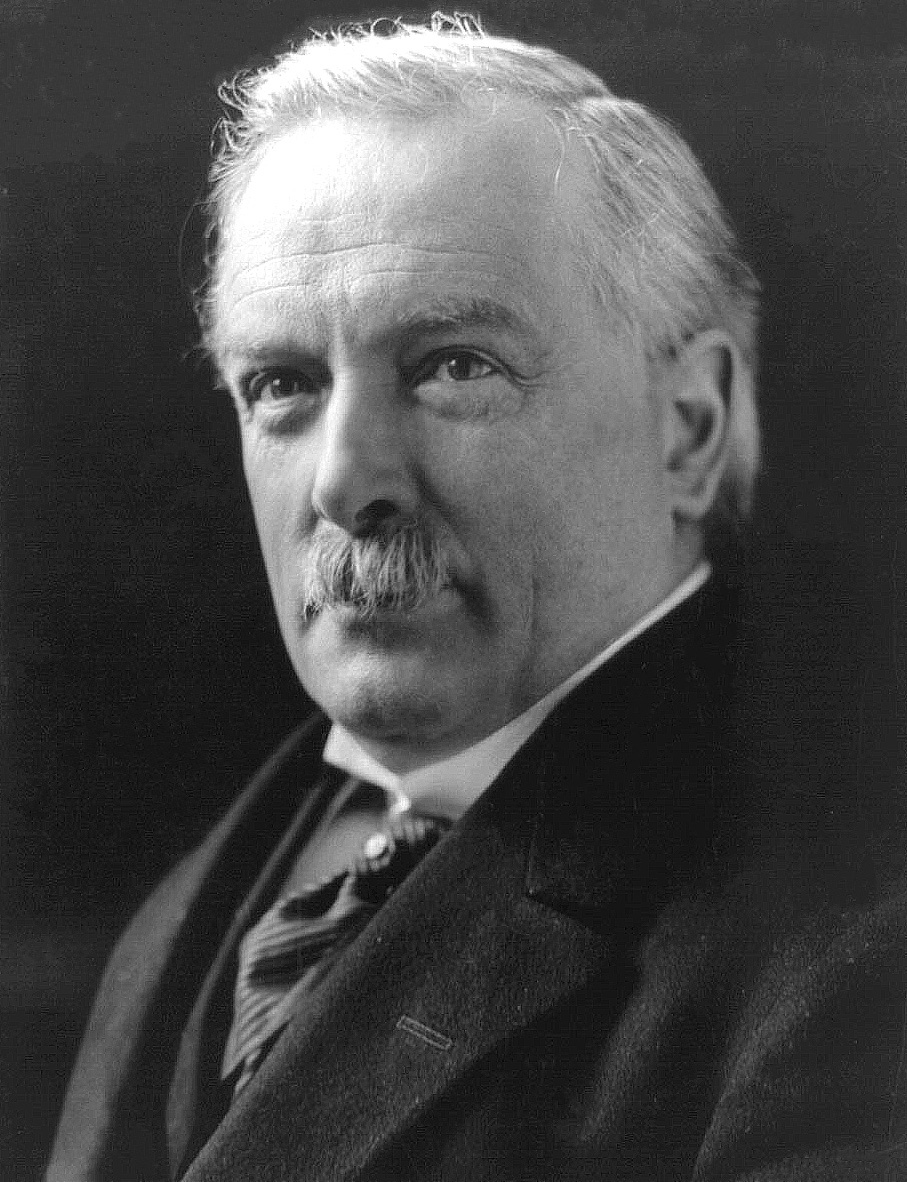
데이비드 로이드 조지는 가장 오랫동안 의원직을 유지했다

의회 진출과 총리 임명 사이의 최단 기간은 소(小) 피트가 달성했는데, 그는 의원직을 처음 맡은 지 2년 만에 총리가 되었다. 총리가 되기 전 의원으로서 최장 기간 재직한 것은 파머스턴 경으로 47년이었다.
미래 총리의 의원으로서 최고령 데뷔는 2015년 총선에서 52세 247일의 나이로 당선된 키어 스타머였다.
첫 선거 당시 최연소는 오거스터스 피츠로이 유스턴 백작 (이후 그래프턴 공작)으로, 1756년 12월 10일 21세 73일의 나이로 당선되었다. 그는 또한 총리가 누린 의원으로서 최단 기간을 기록했는데, 약 5개월 동안 두 개의 연속된 지역구(그 중 첫 번째는 불과 11일 만에 두 번째 지역구로 당선)를 대표하다가 1757년 5월 6일 아버지의 뒤를 이어 제3대 그래프턴 공작이 되면서 상원으로 진출했으며, 이는 그의 재임 기간이 시작되기 11년 전이었다.
윈스턴 처칠은 1900년 10월 1일부터 1964년 9월 25일 은퇴까지 총 63년 360일 동안 다섯 개의 연속된 지역구에서 가장 오래 의원으로 재직했으며, 의회 밖의 두 번의 간격(1908년과 1922–1924년)은 제외된다. 그는 하원 의장으로 은퇴했다. 그는 총리로서 두 번의 임기 내내 하원에 있었으며, 그의 의원직은 솔즈베리 경 (두 번째 내각)부터 앨릭 더글러스흄까지 열한 명의 다른 총리의 임기를 포함했지만, 처칠이 잠시 의회 밖이었을 때 재임 중이던 보너 로 아래에서는 재직하지 않았다.
데이비드 로이드 조지는 1890년 4월 10일 보궐 선거부터 1945년 3월 26일 사망 시까지 카나본 자치구에서 54년 350일 동안 가장 오랫동안 중단 없는 의원 경력을 가졌다. 그는 1945년 1월 1일 작위를 받았지만 상원 의석을 차지할 수 없었다. 1929년부터 그는 하원 의장이었다. 그의 의원 경력은 솔즈베리 경 (첫 내각)부터 윈스턴 처칠 (첫 내각)까지 열한 명의 다른 총리의 임기를 포함했다.
앨릭 더글러스흄은 하원 재임 기간 사이의 가장 긴 간격을 가졌다. 그는 1951년 7월 11일 아버지의 뒤를 이어 제14대 홈 백작으로서 상원으로 진출하면서 래너크 하원 의석을 자동으로 비웠다. 그는 1963년 11월 7일 보궐 선거에서 총리가 된 후 세습 작위를 포기하고 킨로스 웨스턴 퍼스셔에서 다음 하원 의석을 얻었다. 의원 임기 사이의 간격은 12년 123일이었다. 그는 1945년 총선에서 패배한 후 1950년 총선에서 복귀하기까지 4년 이상 동안 하원 밖에 있던 이전 간격도 있었다.
어떤 선거구도 두 명 이상의 재임 중인 총리에 의해 대표된 적이 없다. 네 명의 미래 총리가 뉴포트, 와이트섬 (1832년 폐지된 선거구)에 앉았다. 파머스턴 경과 아서 웰즐리 (이후 웰링턴 공작)는 1807–1809년, 조지 캐닝은 1826–1827년, 윌리엄 램 (이후 멜버른 경)은 1827년 4월–5월에 의원직을 지냈다.
재직 중인 베테랑 총리가 이후 총선에서 낙선하는 경우는 드물다. 낙선한 총리는 다음과 같다:
- 아서 밸푸어 (맨체스터 이스트) 1906년
- H. H. 애스퀴스 (이스트 파이프) 1918년, (페이즐리에서 1924년에도)
- 램지 맥도널드 (시햄) 1935년
- 리즈 트러스 (사우스웨스트노퍽) 2024년

### 하원 의장이 된 총리
다섯 명의 총리가 최장 기간 연속 재직으로 하원 의장이 되었다. 헨리 캠벨배너먼은 1907년에 재임 중 유일하게 이 지위에 오른 첫 총리였다. 그는 총리직을 사임한 직후 사망할 때까지 여전히 의원직을 수행하고 있었다. 아래 표에 나열된 다른 총리들은 임기 종료 후 하원 의장이 되었다. 제임스 캘러헌은 재임 종료 후 불과 4년 36일 만에 하원 의장이 되었지만, 에드워드 히스는 재임 종료 후 18년 만에 하원 의장이 되었다.
| 이름                 | 하원 진출 | 총리 재임 기간          | 하원 의장 취임 | 하원 퇴임   | 정당                      | 정당 | 선거구 |
| -------------------- | --------- | ----------------------- | -------------- | ----------- | ------------------------- | --- | ------ |
| 헨리 캠벨배너먼      | 1868      | 1905–1908               | 1907           | 1908 (사망) | 틀:Party name with colour | 스터링 버그스 |        |
| 데이비드 로이드 조지 | 1890      | 1916–1922               | 1929           | 1945        | 틀:Party name with colour | 카나본 버그스 |        |
| 윈스턴 처칠          | 1900      | - 1940–1945 - 1951–1955 | 1959           | 1964        | 틀:Party name with colour | - 올덤 (1900–1906) - 맨체스터 노스웨스트 (1906–1908) - 던디 (1908–1922) - 에핑 (1924–1945) - 우드포드 (1945–1964) |        |
| 제임스 캘러헌        | 1945      | 1976–1979               | 1983           | 1987        | 틀:Party name with colour | 카디프 사우스 앤 페나스                                                                                           |        |
| 에드워드 히스        | 1950      | 1970–1974               | 1992           | 2001        | 틀:Party name with colour | 올드 벡슬리 앤 시드컵                                                                                             |        |

## 생존 전 총리 수

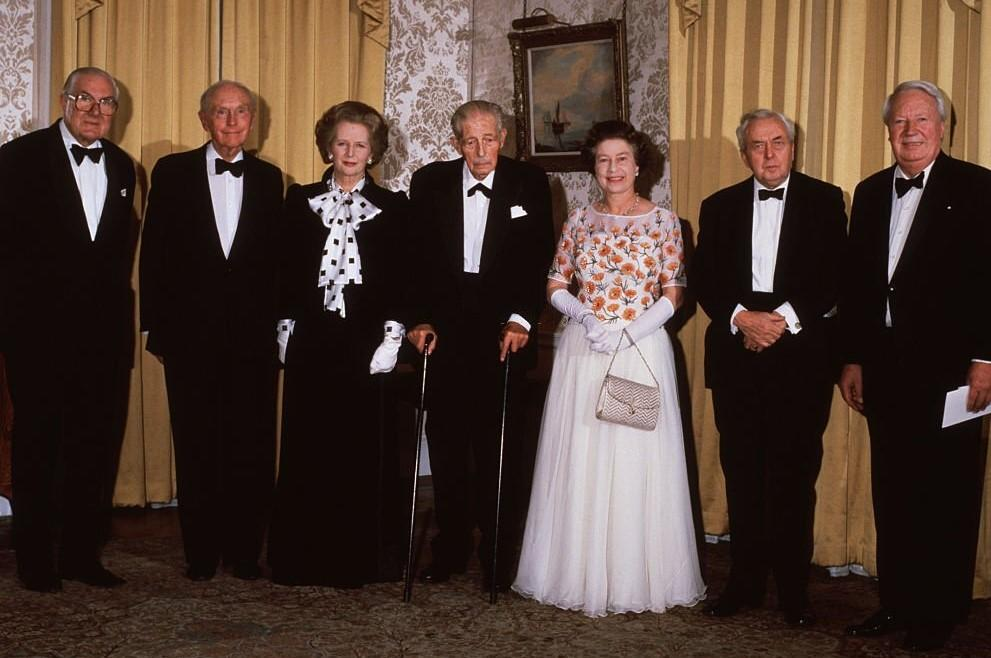
1985년 다우닝가에서 로버트 월폴의 다우닝가 10번지 거주 250주년을 기념하여 엘리자베스 2세 여왕이 생존 중인 여섯 명의 현 총리와 전 총리들과 함께 (왼쪽부터): 캘러헌, 더글러스흄, 대처 (당시 재임 중), 맥밀런, 여왕, 윌슨, 히스.

### 없음
네 명의 총리가 재임 중일 때 생존한 전 총리가 아무도 없었다.
- 로버트 월폴 – 초대 총리로서, 1721년 4월부터 1742년 2월까지 그의 전체 임기 동안.
- 헨리 펠럼 – 1745년 3월 로버트 월폴 사망 시부터 1754년 3월 자신의 사망 시까지.
- 뉴캐슬 공작 – 1754년 6월부터 1756년 5월까지 그의 첫 임기 동안.
- 윌리엄 유어트 글래드스턴 – 1881년 4월 벤저민 디즈레일리 사망 시부터 1885년 6월 그의 두 번째 임기 종료 시까지.

### 한 명
열두 명의 총리가 재임 중일 때 한 명의 전 총리만 생존했거나 각 시기마다 한 명의 전 총리만 생존했다.
- 윌밍턴 경 – 1742년 2월 취임부터 1743년 7월 사망까지 로버트 월폴만 생존했다.
- 헨리 펠럼 – 1743년 8월 취임부터 1745년 3월 로버트 월폴 사망까지 월폴만 생존했다.
- 뉴캐슬 공작 – 그의 두 번째 임기 중인 1757년 7월부터 1762년 5월까지 데번셔 공작만 생존했다.
- 데번셔 공작 – 그의 임기 중인 1756년 11월부터 1757년 6월까지 뉴캐슬 공작만 생존했다.
- 러셀 경 – 그의 두 번째 임기 중인 1865년 10월부터 1866년 6월까지 더비 경만 생존했다.
- 더비 경 – 그의 세 번째 임기 중인 1866년 6월부터 1868년 2월까지 러셀 경만 생존했다.
- 벤저민 디즈레일리 – 1878년 5월 러셀 경 사망 시부터 1880년 4월 그의 두 번째 임기 종료 시까지 글래드스턴만 생존했다.
- 윌리엄 유어트 글래드스턴 – 1880년 4월 그의 두 번째 임명 시부터 1881년 4월 벤저민 디즈레일리 사망 시까지 디즈레일리만 생존했다. 그의 세 번째 임기 중인 1886년 2월부터 1886년 7월까지, 그리고 그의 네 번째 임기 중인 1892년 8월부터 1894년 3월까지 솔즈베리 경만 생존했다.
- 솔즈베리 경 – 그의 첫 번째 임기 중인 1885년 6월부터 1886년 1월까지, 그리고 그의 두 번째 임기 중인 1886년 7월부터 1892년 8월까지 글래드스턴만 생존했다. 그의 세 번째 임기 중인 1898년 5월 글래드스턴 사망 시부터 임기 종료 시까지인 1902년 7월까지 로즈베리 경만 생존했다.
- 아서 밸푸어 – 1903년 8월 솔즈베리 경 사망 시부터 1905년 12월 그의 임기 종료 시까지 로즈베리 경만 생존했다.
- 윈스턴 처칠 – 그의 두 번째 임기 중인 1951년 10월부터 1955년 4월까지 클레멘트 애틀리만 생존했다.
- 클레멘트 애틀리 – 1947년 11월 스탠리 볼드윈 사망 시부터 1951년 10월 그의 임기 종료 시까지 윈스턴 처칠만 생존했다.

### 최다
2024년 총선에서 노동당이 승리한 후, 현재 생존 중인 전직 총리는 총 8명으로, 이는 역사상 가장 많은 수이다. 나이가 많은 순서대로 다음과 같다.
| 이름            | 생년월일              | 재임 기간 |
| --------------- | --------------------- | --------- |
| 존 메이저 경    | 1943년 3월 29일(82세) | 1990–1997 |
| 고든 브라운     | 1951년 2월 20일(74세) | 2007–2010 |
| 토니 블레어 경  | 1953년 5월 6일(72세)  | 1997–2007 |
| 테리사 메이     | 1956년 10월 1일(68세) | 2016–2019 |
| 보리스 존슨     | 1964년 6월 19일(61세) | 2019–2022 |
| 데이비드 캐머런 | 1966년 10월 9일(58세) | 2010–2016 |
| 리즈 트러스     | 1975년 7월 26일(50세) | 2022      |
| 리시 수낵       | 1980년 5월 12일(45세) | 2022–2024 |

수낵은 여전히 하원의 현역 의원이다.
가장 최근에 사망한 전 총리는 2013년 4월 8일 사망한 마거릿 대처 (재임 1979–1990)로, 당시 87세였다.

### 하원 내
하원 의원인 총리(현역 또는 전직)의 최대 기록은 4명이다: 현역 총리 1명과 전직 총리 3명. 이는 다섯 번의 별도 경우에 발생했다:
| 총리          | 전 총리                       | 시작             | 종료             | 기간       |
| ------------- | ----------------------------- | ---------------- | ---------------- | ---------- |
| 스탠리 볼드윈 | 애스퀴스, 로이드 조지, 로     | 1923년 5월 20일  | 1923년 10월 30일 | 163일      |
| 램지 맥도널드 | 애스퀴스, 로이드 조지, 볼드윈 | 1924년 1월 22일  | 1924년 10월 9일  | 261일      |
| 네빌 체임벌린 | 로이드 조지, 맥도널드, 볼드윈 | 1937년 5월 28일  | 1937년 6월 30일  | 33일       |
| 마거릿 대처   | 히스, 윌슨, 캘러헌            | 1979년 5월 4일   | 1983년 5월 13일  | 4년 9일    |
| 리시 수낵     | 메이, 존슨, 트러스            | 2022년 10월 25일 | 2023년 6월 9일   | 8개월 14일 |

하원에 여전히 재직 중인 전 총리가 가장 적은 경우는 0명이며, 이는 여러 차례 발생했는데, 가장 최근에는 2016년 9월 12일 데이비드 캐머런이 의회를 떠난 후부터 2019년 7월 24일 테리사 메이가 퇴임할 때까지였다.

## 재직 중 사망
일곱 명의 총리가 재직 중 사망했다.
- 윌밍턴 경 – 1743년 7월 2일 70세의 나이로 사망
- 헨리 펠럼 – 1754년 3월 6일 59세의 나이로 사망
- 로킹엄 경 – 1782년 7월 1일 52세의 나이로 사망
- 소(小) 피트 – 1806년 1월 23일 46세의 나이로 사망; 재직 중 사망한 최연소
- 스펜서 퍼시벌 – 1812년 5월 11일 49세의 나이로 존 벨링엄에 의해 암살당함
- 조지 캐닝 – 1827년 8월 8일 57세의 나이로 사망
- 파머스턴 경 – 1865년 10월 18일 80세의 나이로 사망 (81번째 생일 이틀 전); 재직 중 사망한 최고령

헨리 캠벨배너먼과 보너 로는 각각 마지막 병으로 사임했다. 로는 사임 후 5개월 만에 사망했지만, 캠벨배너먼은 19일 만에 사망했는데, 이는 다우닝가 10번지에서 사망한 유일한 총리이다.
임기 종료 후 1년 이내에 사망한 다른 총리로는 1809년 퇴임 26일 만에 사망한 포틀랜드 공작과 1940년 퇴임 183일 만에 사망한 네빌 체임벌린이 있으며, 그는 사임 당시 진단되지 않았던 암으로 사망했다.

### 암살 및 시도
스펜서 퍼시벌은 암살당한 유일한 영국 총리이다.
리버풀 경, 로버트 필, 마거릿 대처, 존 메이저는 각각 1820년, 1843년, 1984년, 1991년에 재직 중 표적 암살 시도에서 살아남았으며, 에드워드 히스는 1974년 퇴임 후 한 차례 암살 시도에서 살아남았다.

### 직전 후임자가 재임 중 사망
아홉 명의 전 총리가 직전 후임자가 재임 중일 때 사망했다.
- 포틀랜드 공작 – 스펜서 퍼시벌의 재임 기간 중 사망
- 로버트 필 – 존 러셀 경의 첫 임기 기간 중 사망
- 애버딘 경 – 파머스턴 경의 두 번째 임기 기간 중 사망
- 벤저민 디즈레일리 – 윌리엄 유어트 글래드스턴의 두 번째 임기 기간 중 사망
- 윌리엄 유어트 글래드스턴 – 솔즈베리 경의 세 번째 임기 기간 중 사망
- 솔즈베리 경 – 아서 밸푸어의 임기 기간 중 사망
- 헨리 캠벨배너먼 – H. H. 애스퀴스의 임기 기간 중 사망
- 보너 로 – 스탠리 볼드윈의 첫 임기 기간 중 사망
- 네빌 체임벌린 – 윈스턴 처칠의 첫 임기 기간 중 사망

위에 나열된 총리들은 모두 직전 후임자보다 나이가 많았다. 포틀랜드 공작과 애버딘 경만이 이 목록 중에서 직전 후임자도 재직 중 사망한 경우이다.

## 군 복무 경력자

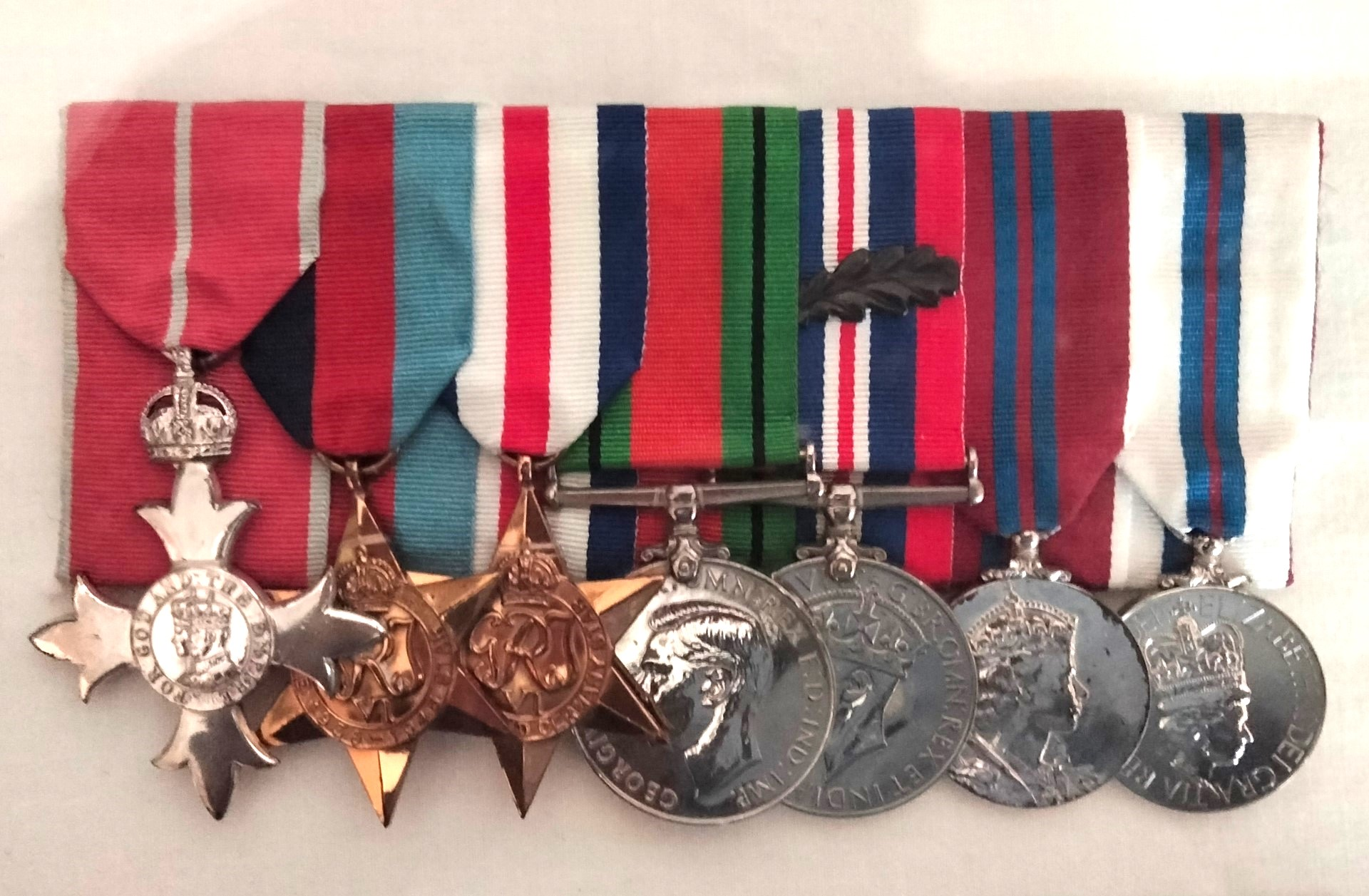
에드워드 히스가 제2차 세계 대전 중 영국 왕립포병대에서 복무하며 받은 훈장들.

군 복무 경력을 가진 가장 초기 총리는 헨리 펠럼 (1743–1754)으로, 그는 1715년 자코바이트 봉기 당시 제임스 도머 드래곤 연대에서 자원병으로 복무하며 그 해 프레스턴 전투에서 자코바이트 군대와 싸웠다.
군 복무 경력을 가진 가장 최근의 총리는 제임스 캘러헌 (1976–1979)으로, 그는 제2차 세계 대전 중인 1942년부터 1945년까지 왕립 해군에서 복무하며 동인도 함대에서 전투를 겪었고 대위 계급에 도달했다. 그는 육군이 아닌 해군에서 복무한 유일한 미래 총리였다.
많은 국가들과 대조적으로, 영국은 군 장성 출신 총리가 단 두 명뿐이었다: 셸번 경 (1782–1783), 그는 그 해 영국 육군에서 중장에서 정식 장군으로 진급했고, 웰링턴 공작은 1813년 야전원수라는 최고 계급에 도달했다. 그는 총사령관으로서 두 번의 임기 사이에 1828–1830년과 1834년에 총리를 두 번 지냈다. 그의 군 경력 동안 그는 약 60번의 전투에 참여했으며, 다른 어떤 미래 총리보다 많은 전쟁 전투를 겪었다.
미래 총리 중 아직까지 공군에 복무한 사람은 없지만, 네빌 체임벌린 (1937–1940)과 윈스턴 처칠 (1940–1945 및 1951–1955)은 각각 재임 기간 동안 영국 예비 공군의 명예 공군 준장이었다.
정규군 현역 군인은 적어도 1975년 이후부터 하원 의원 자격을 상실했다.

### 현역 복무 경력자

#### 자코바이트 봉기 (1715)
- 헨리 펠럼 – 도머 연대 – 프레스턴 전투 참전

#### 자코바이트 봉기 (1745)
- 로킹엄 경 – 스코틀랜드 침략에 대항하여 조직된 자원병 대령

#### 7년 전쟁
- 셸번 경 – 20 보병연대 대령 – 캐나다, 프랑스, 독일

#### 프랑스 혁명 전쟁과 나폴레옹 전쟁
- 웰링턴 공작 – 육군 원수 – 플랑드르, 인도, 반도 전쟁, 워털루 전역

또한, 다음 인물들은 같은 전쟁 중에 조직된 국내 민병대, 자원병, 또는 요먼대 부대에서 복무했지만 해외로 파견되지는 않았다.
- 소(小) 피트 – 자원병 대령 (1806년 재직 중 사망)
- 그렌빌 경 – 요먼대 소령, 자원병 중령
- 헨리 애딩턴 – 자원병 대위
- 스펜서 퍼시벌 – 런던 웨스트민스터 경비병 자원병
- 리버풀 경 – 펜시블 기병대 대령, 이후 민병대
- 고드리치 경 – 요먼대 소령
- 로버트 필 – 민병대 대위
- 멜버른 경 – 자원병 보병 소령
- 파머스턴 경 – 자원병 대위, 민병대 중령
- 러셀 경 – 민병대 대위

#### 마흐디 전쟁
- 윈스턴 처칠 – 제4 후사르 연대, 제21 창기병연대 소속 소위

#### 제2차 보어 전쟁
- 윈스턴 처칠 – 남아프리카 경비병 소위 및 종군 기자 (포로)

#### 제1차 세계 대전
- 윈스턴 처칠 – 근위척탄병대 소령, 이후 로열 스코츠 퓨질리어스 중령 – 서부 전선
- 클레멘트 애틀리 – 사우스 랭커셔 연대 소령 – 갈리폴리 전역, 메소포타미아 전역 및 서부 전선 (부상)
- 앤서니 이든 – 소총 연대 소령 – 서부 전선
- 해럴드 맥밀런 – 근위척탄병대 대위 – 서부 전선 (부상)

#### 제2차 세계 대전
- 에드워드 히스 – 영국 왕립포병대 중령 – 북서 유럽
- 제임스 캘러헌 – 왕립 해군 소위 – 동인도

이든과 앨릭 더글러스흄은 1939년 전쟁 발발 시 육군 예비군 장교였으나, 둘 다 동원되지 않았고 후자는 척추 결핵으로 인해 상이군인이 되었다.

### 전쟁으로 가족을 잃은 총리
다음 인물들은 평생 동안 전쟁으로 인해 가까운 친척을 잃었다.
- 로즈베리 경 – 아들 한 명이 제1차 세계 대전 중 전사
- H. H. 애스퀴스 – 아들 한 명이 제1차 세계 대전 중 전사 (재임 기간 중)
- 보너 로 – 아들 두 명이 제1차 세계 대전 중 전사
- 앤서니 이든 – 형제 두 명이 제1차 세계 대전 중 전사, 아들 한 명이 제2차 세계 대전 중 전사
- 앨릭 더글러스흄 – 형제 한 명이 제2차 세계 대전 중 복무 중 사망

또한:
- 뷰트 경 – 남계 손자 한 명 (생존 시 출생)이 나폴레옹 전쟁 중 배에서 복무하다 사망
- 로버트 필 – 생존 아들 한 명이 세포이 항쟁 중 복무하다 사망
- 윌리엄 유어트 글래드스턴 – 남계 손자 두 명 (생존 시 출생)이 제1차 세계 대전 중 전사
- 솔즈베리 경 – 남계 손자 네 명 (생존 시 출생)이 제1차 세계 대전 중 전사

## 훈장 수여

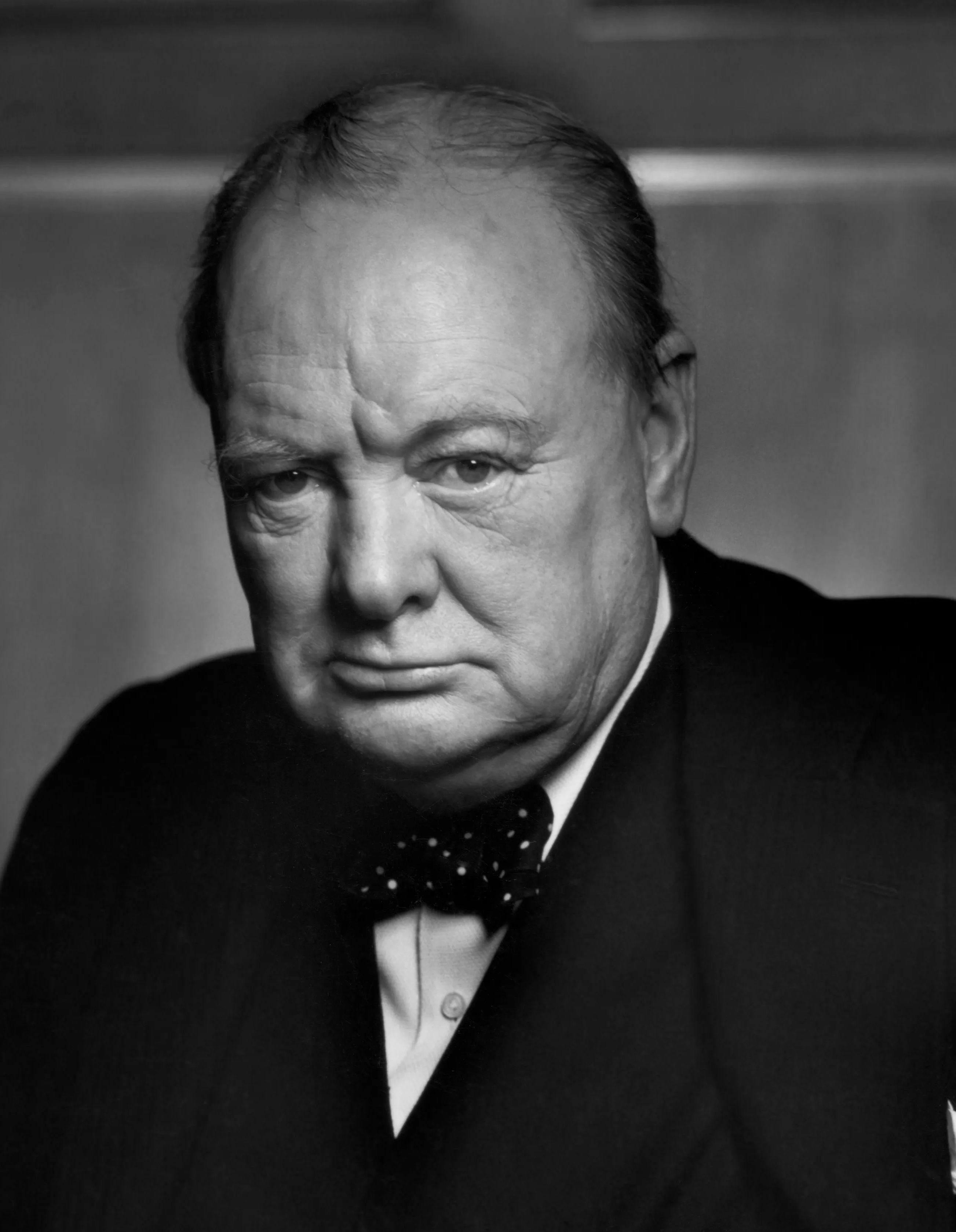
윈스턴 처칠은 38개의 훈장과 메달을 받았다

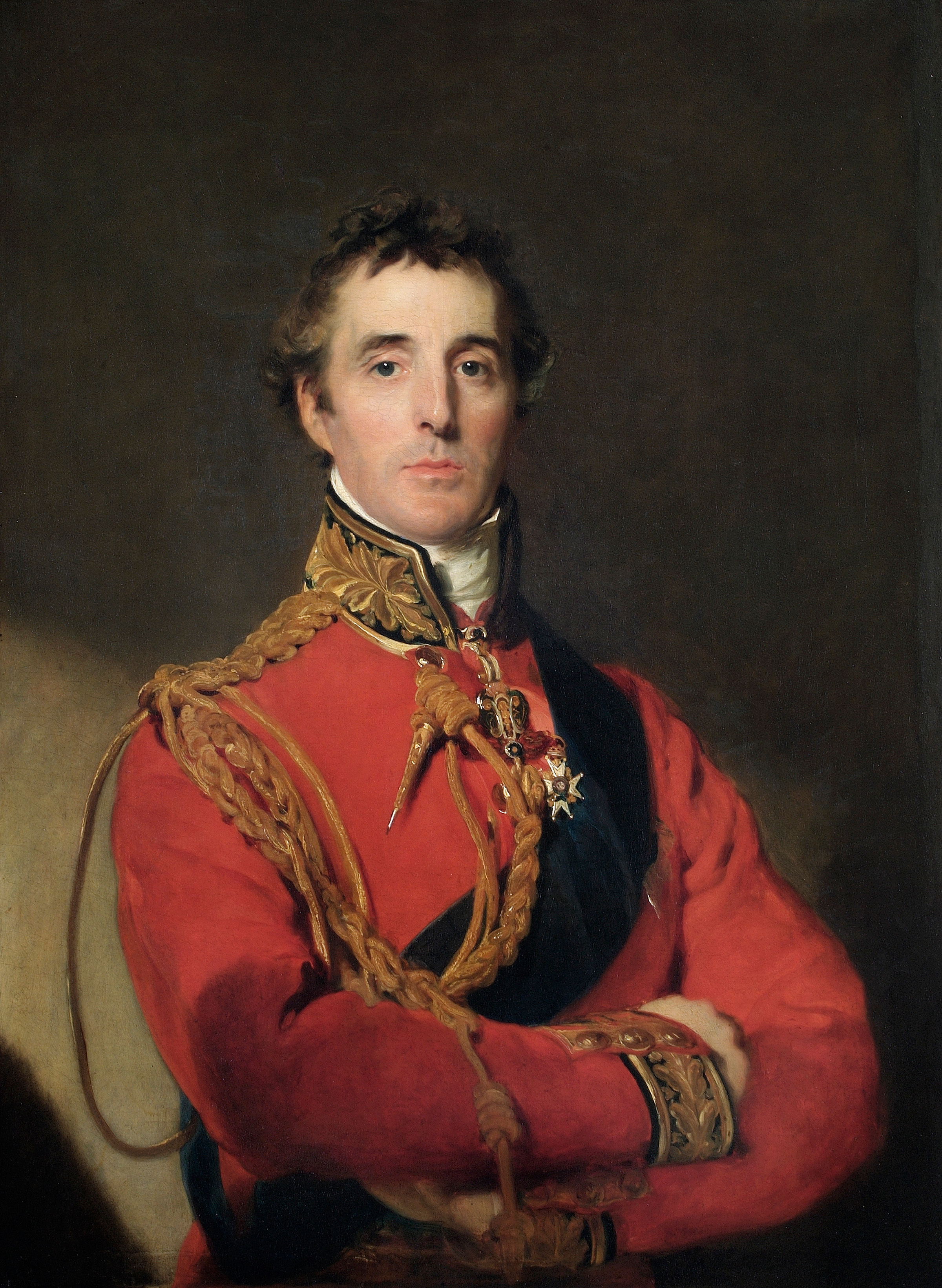
웰링턴 공작은 영국으로부터 28개, 해외 17개 국가로부터 17개의 훈장과 메달을 받았다

가장 많은 훈장을 받은 영국 총리는 윈스턴 처칠로, 가터 훈장, 메리트 훈장, 컴패니언 오브 아너, 영토 훈장 등 총 38개의 훈장, 장식 및 메달을 영국과 13개 다른 국가(유럽, 아프리카, 아시아, 북미 대륙)에서 받았다. 이 중 10개는 쿠바, 인도, 이집트, 남아프리카, 영국, 프랑스, 벨기에에서 육군 장교로서 현역 복무에 대한 것이었다. 더 많은 상은 영국 정부 장관으로서의 봉사를 인정하여 수여되었다.
처칠은 또한 노벨상(노벨 문학상, 1953년)을 받은 유일한 영국 총리였다.
가장 광범위하게 훈장을 받은 총리는 웰링턴 공작(가터 훈장, 바스 훈장, 로열 길프 훈장)으로, 그의 군사적 공로를 인정받아 영국과 17개 다른 국가(모두 유럽)에서 28개의 훈장, 장식 및 메달을 받은 것으로 알려져 있다.
영국 총리들에게 가장 자주 수여된 영국 기사작위는 가터 훈장으로, 30명의 남성 총리(로버트 월폴 경과 이후 윈스턴 처칠 경, 앤서니 이든 경 포함)가 기사 동반자(KG)였으며, 첫 여성인 마거릿 대처는 이 훈장의 숙녀 동반자(LG)였다. 대처를 포함한 9명의 총리가 재임 후 이 훈장을 받았다. 현재 이들 중 생존하는 기사로는 2005년에 기사작위를 받은 존 메이저 경과 2022년에 기사작위를 받은 토니 블레어 경만이 있다. 현 총리인 키어 스타머 경은 2014년 취임 전 기사작위를 받아 바스 훈장의 기사 사령관이다.
영국 용감훈장을 받은 유일한 총리는 앤서니 이든으로, 그는 제1차 세계 대전에서 육군으로 복무하면서 무공 훈장 (MC)을 받았는데, 이는 그가 의회에 진출하기 전이었다.

## 가족

### 결혼

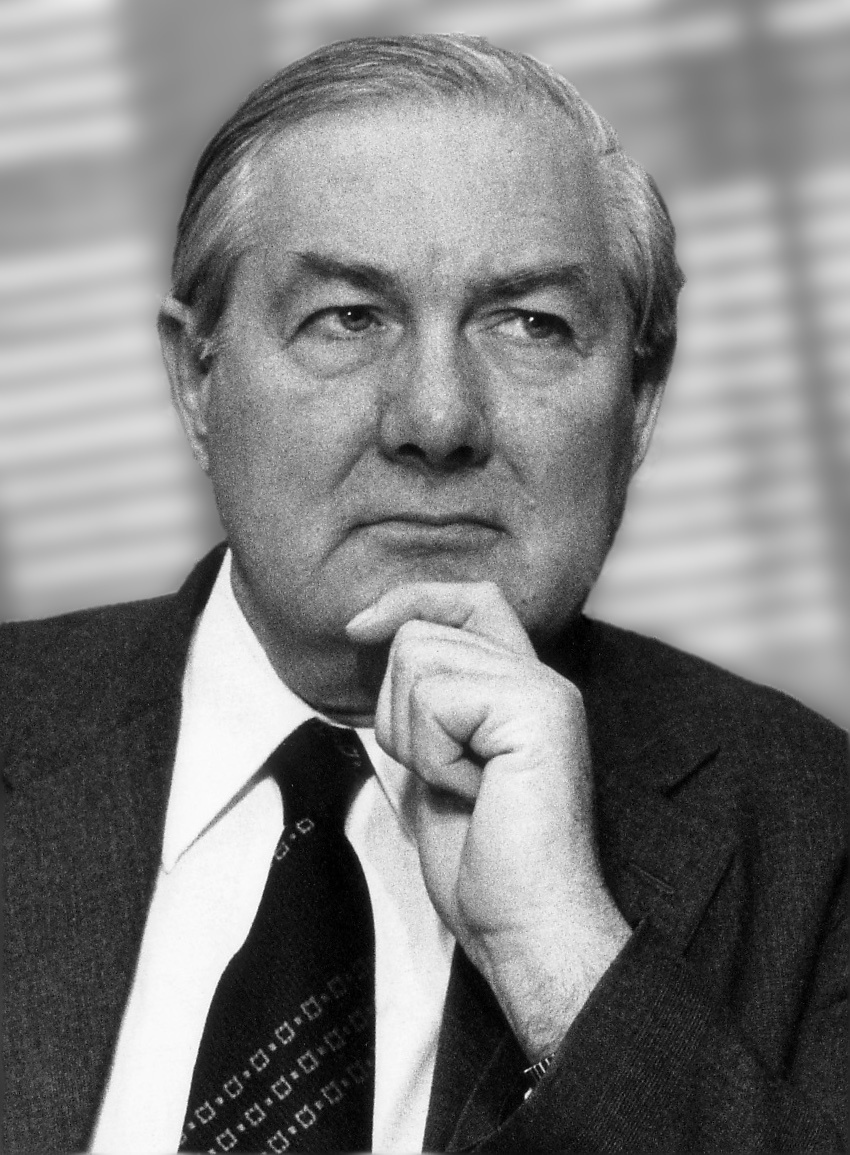
제임스 캘러헌은 가장 오랫동안 결혼 생활을 유지한 총리이다

가장 오래 결혼 생활을 유지한 총리는 제임스 캘러헌으로, 1938년 7월 28일부터 2005년 3월 15일 아내 오드리가 사망할 때까지 66년간 결혼 생활을 했다.
네 명의 총리가 재임 중에 결혼했는데, 그 중 세 명은 첫 결혼이 아니었다.
- 로버트 월폴은 1738년 3월 3일 이전에 마리아 스케렛과 결혼했다. 그녀는 그 해 6월 4일 유산 후 사망했으며, 이는 최소 93일간의 결혼 생활로 총리 중 가장 짧은 결혼 생활이었다 (비록 그녀는 이전에 그의 애인으로 동거했다).
- 그래프턴 공작은 1769년 6월 24일 엘리자베스 로테슬리와 결혼했다. 그녀는 그보다 오래 살았으며, 1822년에 사망했다.
- 리버풀 경은 1822년 9월 24일 메리 체스터 부인과 결혼했다. 그녀는 그보다 오래 살았다.
- 보리스 존슨은 2021년 5월 29일 그의 세 번째 아내인 캐리 시몬즈와 결혼했다. 그는 첫 번째 아내인 알레그라 모스틴오웬과 두 번째 아내인 마리나 휠러 모두와 이혼했다.

### 사별

#### 가장 오랫동안 홀아비/홀어미로 지낸 총리
가장 오랫동안 홀아비로 지낸 영국 총리는 로즈베리 경으로, 아내가 사망한 지 38년이 넘게 살았다.
최근 가장 오랫동안 홀아비로 지낸 영국 총리는 해럴드 맥밀런으로, 1966년 5월 21일부터 1986년 12월 29일 사망할 때까지 총 20년 동안 홀아비로 지냈다.

#### 가장 짧게 홀아비/홀어미로 지낸 총리
가장 짧게 홀아비로 지낸 영국 총리는 2005년 3월 26일에 사망한 제임스 캘러헌이다. 그의 아내 오드리 캘러헌은 2005년 3월 15일에 사망하여, 그보다 불과 11일 전에 세상을 떠났다.

#### 다른 사별자
- 로버트 월폴 (재임 중 두 번 사별: 1737년과 1738년)
- 데번셔 공작
- 조지 그렌빌
- 셸번 경 (두 번 사별)
- 헨리 애딩턴
- 리버풀 경 (재임 중 사별: 1821년; 재혼)
- 웰링턴 공작
- 멜버른 경
- 러셀 경 (재혼)
- 애버딘 경 (두 번 사별)
- 벤저민 디즈레일리
- 솔즈베리 경 (재임 중 사별: 1899년)
- 헨리 캠벨배너먼 (재임 중 사별: 1906년)
- H. H. 애스퀴스 (재혼)
- 데이비드 로이드 조지 (재혼)
- 보너 로
- 스탠리 볼드윈
- 램지 맥도널드
- 클레멘트 애틀리
- 앨릭 더글러스흄
- 마거릿 대처

### 이혼
영국 총리 중 세 명이 이혼했다.
- 그래프턴 공작은 1769년 3월 23일 의회 법률에 의해 첫 번째 아내 앤 (결혼 전 성: 리들)과 이혼했으며, 그 해 6월 24일 엘리자베스 로테슬리와 재혼했다. (앤은 1769년 3월 26일 제2대 어퍼 오소리 백작 존 피츠패트릭과 재혼했으며, 그래프턴이 생존해 있을 때인 1804년에 사망했다.)
- 앤서니 이든은 1950년 첫 번째 아내 비트리스 (결혼 전 성: 베켓)과 이혼했으며, 2년 후인 1952년 8월 14일 그의 임기가 시작되기 전에 클라리사 스펜서처칠과 재혼했다. (비트리스는 재혼하지 않고 이든이 생존해 있을 때인 1957년에 사망했다.)
- 보리스 존슨은 1993년 첫 번째 아내 알레그라 모스틴오웬과 이혼했으며, 2주 후에 마리나 휠러와 결혼했다. 2018년 존슨과 휠러는 별거했으며, 존슨의 임기 중인 2020년 11월에 이혼을 최종 확정했다.

### 미혼
네 명의 영국 총리는 독신이었다.
- 제1대 윌밍턴 백작
- 소(小) 피트
- 아서 밸푸어
- 에드워드 히스

### 최다 자녀
가장 자녀가 많았던 총리는 그레이 경으로, 적법한 결혼으로 아들 10명과 딸 6명을 두었으며 이 외에 데번셔 공작부인 조지아나 캐번디시와의 사이에서 낳은 사생아 딸 한 명은 그레이의 부모가 길렀다.

### 재임 중 자녀를 둔 총리
네 명의 총리가 재임 중 자녀를 둔 것으로 알려져 있다: 존 러셀 경 (아들 두 명, 조지 (1848년)와 프랜시스 (1849년)), 토니 블레어 (아들 한 명, 레오 (2000년)), 데이비드 캐머런 (딸 한 명, 플로렌스 (2010년)), 보리스 존슨 (아들 한 명, 윌프레드 (2020년)와 딸 한 명, 로미 (2021년)).
러셀과 존슨은 또한 다우닝가를 떠난 후에도 자녀를 더 낳았다는 드문 특징을 가지고 있다. 데이비드 로이드 조지는 퇴임 후 애인 프랜시스 스티븐슨과의 사이에서 딸을 낳았을 가능성도 있지만, 역사적 합의는 그가 그녀의 아버지일 가능성이 낮다는 것이다.
여성 총리 중 재임 중 출산한 사람은 없었다.

### 친척 총리
적어도 24명의 영국 총리가 혈연 또는 결혼으로 적어도 한 명의 다른 총리와 친척 관계였다.

#### 부자 관계
두 쌍의 부자가 연속으로 총리직을 역임했다.
- 대(大) 피트 (일명 "원로 피트")와 소(小) 피트
- 조지 그렌빌과 윌리엄 그렌빌 경

#### 형제 관계
- 유일하게 총리직을 역임한 형제는 헨리 펠럼 (1743–1754년 총리)과 그의 형이자 직계 후임자인 제1대 뉴캐슬 공작 (1754–1756년, 1757–1762년 총리)이다.

#### 사촌 관계
- 소(小) 피트와 그렌빌 경 (직계 후임자)은 유일한 친사촌 관계 총리들로, 그들의 아버지는 서로의 처남이었다.

#### 숙질 관계
두 쌍의 혈연 숙질 관계 총리가 있었다.
- 조지 그렌빌과 소(小) 피트
- 솔즈베리 후작과 아서 밸푸어. 밸푸어는 솔즈베리의 마지막 임기 후 그의 뒤를 이어 총리가 되었다. "밥스 유어 엉클"이라는 문구는 이들 관계와 관련하여 밸푸어가 솔즈베리 아래에서 얻은 장관직 승진에서 유래했다고 한다.[12][13]

#### 고조부-고손자 관계
- 윌밍턴 경은 스펜서 퍼시벌의 고조부였으며, 퍼시벌의 어머니 캐서린 (결혼 전 성: 콤프턴) 아덴 남작부인은 윌밍턴의 직계 종손녀였다.

#### 장인-사위 관계
- 포틀랜드 공작은 1766년 도로시 캐번디시 부인과 결혼했는데, 그녀는 데번셔 공작 (1764년 사망)의 딸이었다.

#### 처남/매제 관계
- 대(大) 피트는 1754년부터 조지 그렌빌의 누이인 헤스터와 결혼했다.
- 파머스턴 경은 1839년부터 멜버른 경의 누이인 쿠퍼 백작부인 에밀리와 결혼했다.

#### 이모부-조카사위 관계
- 대(大) 피트는 헤스터 그렌빌과 결혼했는데, 그녀는 조지 그렌빌의 누이이자 윌리엄 그렌빌의 이모였다. 따라서 윌리엄 피트 (대)는 윌리엄 그렌빌의 이모부이다.
- 윈스턴 처칠과 앤서니 이든. 1952년 처칠의 두 번째 임기 중, 이든은 총리직을 계승하기 전에 윈스턴의 형제인 존 스트레인지 스펜서처칠의 딸 클라리사와 결혼했다.

#### 고조할아버지의 처남-고손자의 처조카 관계
- 그렌빌 경은 1792년부터 토머스 피트, 제1대 카멜퍼드 남작의 딸인 앤 피트와 결혼했는데, 그는 대(大) 피트의 조카였다.

#### 현조부-현손 관계
- 앨릭 더글러스흄은 그레이 경의 현손자였다.

#### 현조부의 숙부-현손자의 조카 관계
- 러셀 경과 앨릭 더글러스흄.

#### 현조부의 처남-현손자의 사위 관계
- 해럴드 맥밀런은 1920년부터 1966년까지 도로시 캐번디시와 결혼했는데, 그녀는 데번셔 공작의 현현현손녀였다.

## 학력
| 기록                                   | 기관            | 총리 수 | 첫 번째 및 가장 최근                | 비고                                                                      |
| -------------------------------------- | --------------- | ------- | ----------------------------------- | ------------------------------------------------------------------------- |
| 가장 많은 총리 출신 학교               | 이튼 칼리지     | 20      | 로버트 월폴부터 보리스 존슨까지     | 해로우 스쿨은 7명의 총리를 배출했으며, 가장 최근에는 윈스턴 처칠          |
| 가장 많은 총리 출신 대학교             | 옥스퍼드 대학교 | 31      | 윌밍턴 경부터 키어 스타머까지       | 케임브리지 대학교는 14명의 총리를 배출했으며, 가장 최근에는 스탠리 볼드윈 |
| 가장 많은 총리 출신 대학               | 크라이스트 처치 | 13      | 조지 그렌빌부터 앨릭 더글러스흄까지 |                                                                           |
| 가장 많은 총리가 재학한 직업 교육 기관 | 법학원          | 12      | 윌밍턴 경부터 키어 스타머까지       | 이 중 8명은 링컨스 인을 졸업했다 (소(小) 피트부터 토니 블레어까지)        |

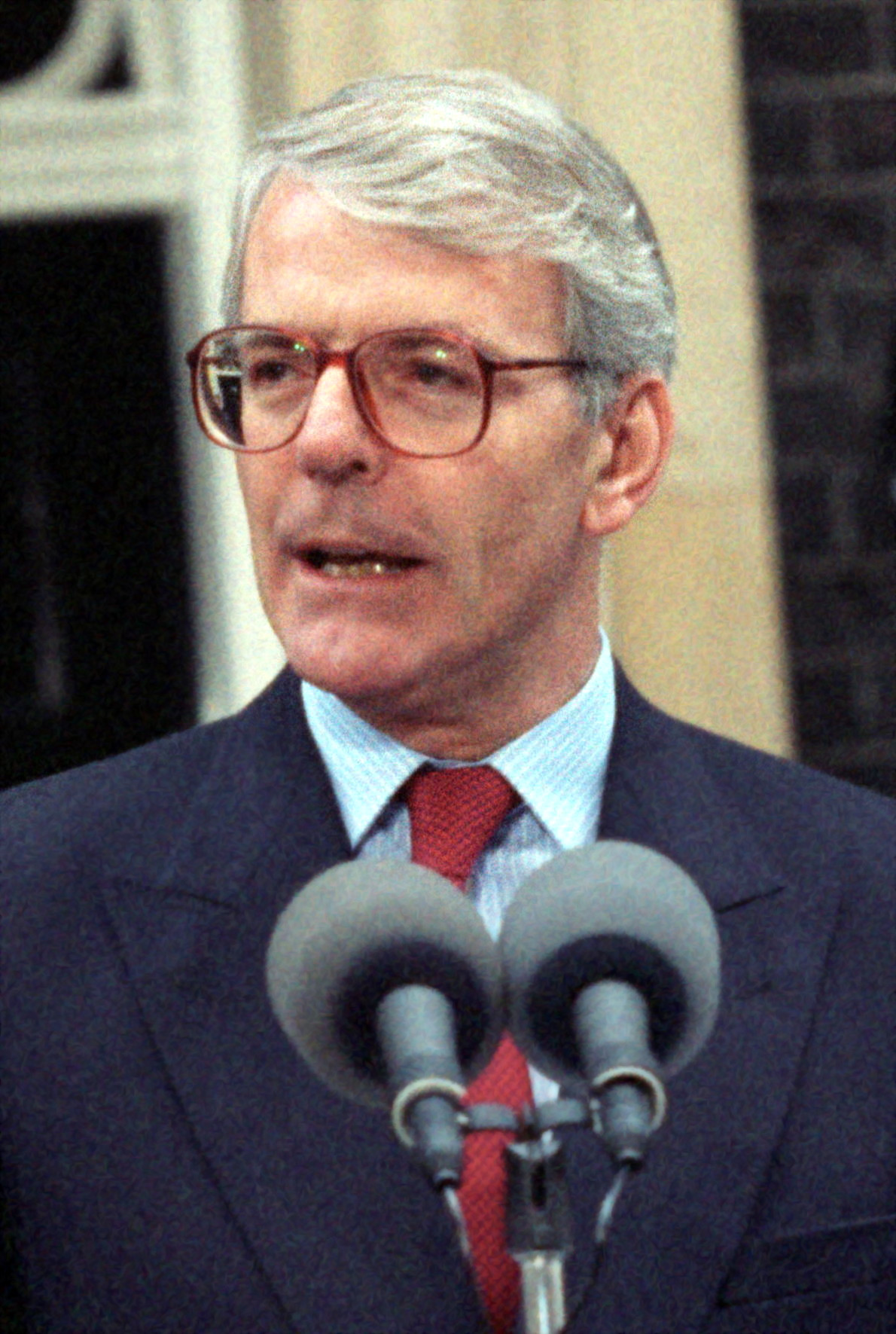
존 메이저는 가장 최근에 대학교육을 받지 않은 총리이다

미래 총리들이 가장 많이 선택한 학위 과정은 7명의 총리(로버트 필부터 보리스 존슨까지)가 전공한 고전학이다. 6명의 총리(해럴드 윌슨부터 리시 수낵까지)는 PPE를 전공했다.
처음으로 대학 졸업자가 아닌 총리는 데번셔 공작 (1756–1757년 재임)이었고, 가장 최근은 존 메이저 (1990–1997년 재임)이다.

## 언어 및 다국어 능력
한 명의 영국 총리는 영어를 모국어로 사용하지 않았다. 바로 웨일스어를 구사하는 가정에서 자란 데이비드 로이드 조지이다.
많은 총리들이 전통적으로 고전 교육의 일환으로 가르쳐지던 라틴어 및 고대 그리스어를 이해했다. 이 언어들을 공부한 것으로 가장 최근에 언급된 총리는 보리스 존슨이다.
20세기 초반까지 프랑스어는 외교의 주요 언어였으며, 이 시기까지 대부분의 총리는 최소한 어느 정도 프랑스어를 이해했다. 벤저민 디즈레일리는 프랑스어를 구사하지 못하고 외교 회의에서 영어로 연설한 것으로 유명하다.
영어 외 다른 언어를 구사하는 것으로 특별히 언급된 총리는 다음과 같다.
- 윈스턴 처칠은 프랑스어를 약간 구사했다.[15]
- 앤서니 이든은 아랍어, 프랑스어, 독일어, 페르시아어 및 약간의 튀르키예어를 구사했다.[16]
- 토니 블레어는 프랑스어를 구사한다.[17]
- 보리스 존슨은 라틴어와 고대 그리스어 외에도 프랑스어, 독일어, 이탈리아어, 스페인어를 약간 구사한다.[18]
- 리시 수낵은 힌디어와 펀자브어를 약간 구사한다.[19]

## 재산
2022년 10월 25일 찰스 3세 국왕에 의해 총리로 임명된 후, 리시 수낵은 추정 재산이 배우자와 합쳐 7억 3천만 파운드에 달해 역사상 가장 부유한 총리 중 한 명이 되었다.
가장 부유한 총리는 더비 경으로, 개인 재산이 700만 파운드를 넘었으며, 이는 2019년 현재 £NaN백만 파운드에 해당한다.
가장 가난한 총리는 소(小) 피트로, 1800년까지 4만 파운드 (현재 £NaN) 이상의 빚을 지고 있었다.

## 법적 문제
총리가 되기 전, 로버트 월폴은 1712년 "고도의 신뢰 위반 및 악명 높은 부패" 혐의로 탄핵 및 유죄 판결을 받아 런던탑에서 6개월 징역형을 선고받았다.
2006년과 2007년에 토니 블레어는 명예 매관매직 스캔들 이후 형사 수사의 일환으로 심문을 받은 최초의 현직 총리가 되었지만, 이는 경고 없이 이루어졌다.
2022년, 보리스 존슨은 파티게이트 스캔들에서 코로나19 봉쇄 규정 위반과 관련하여 과태료 통지서를 받아 재직 중 법을 위반한 최초의 총리가 되었다. 당시 재무장관이었던 미래 총리 리시 수낵도 동시에 벌금을 부과받았다.
2023년 1월, 재임 기간 중 리시 수낵은 랭커셔 경찰로부터 정부의 지역 격차 해소 정책 홍보를 위한 인스타그램 영상을 촬영하는 동안 장관용 차량에서 안전벨트를 매지 않아 고정 벌금 통지를 받았다. 따라서 수낵은 역사상 재직 중 법을 위반한 두 번째 총리가 되었다.

## 여성 총리

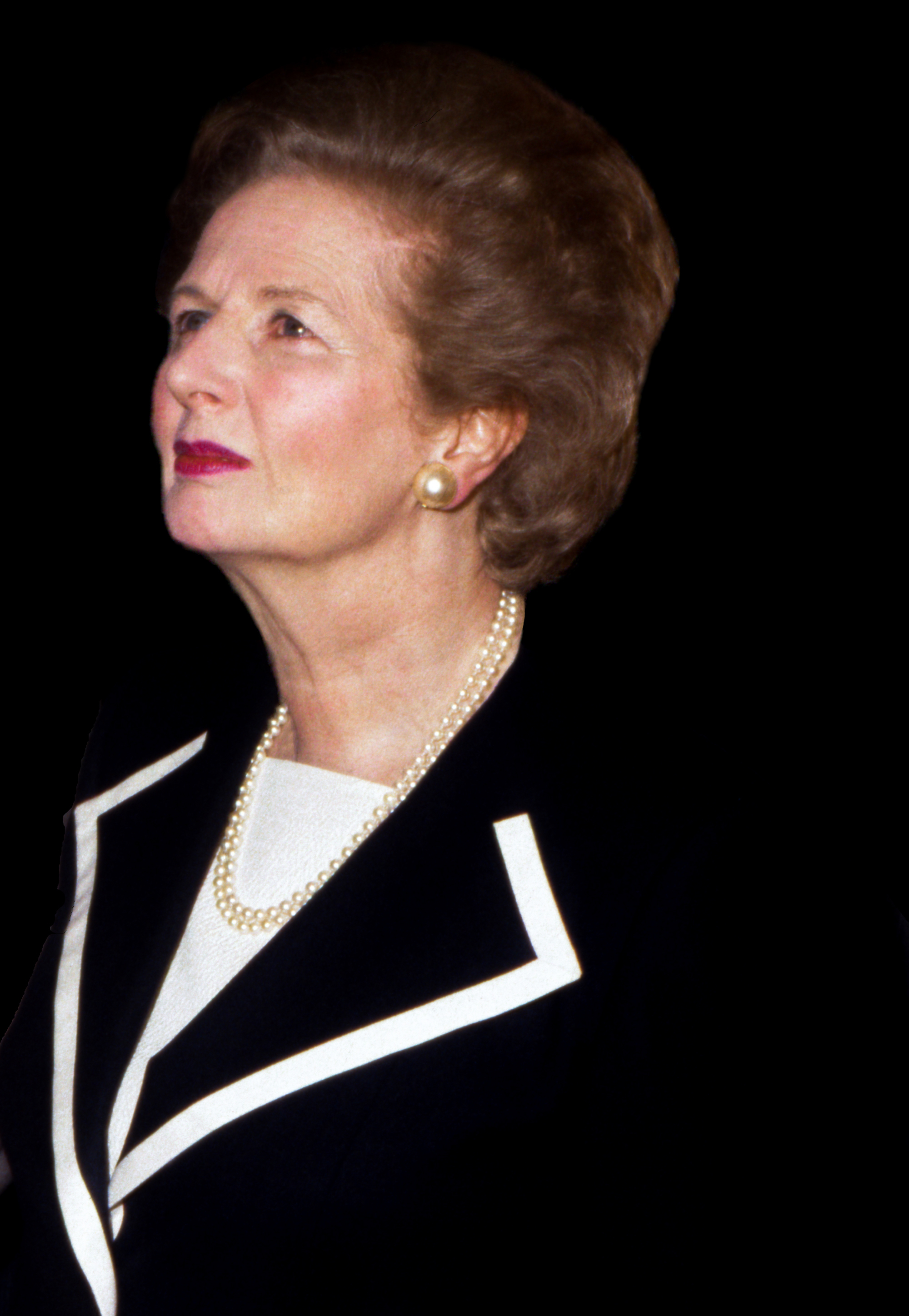
마거릿 대처, 영국 최초의 여성 총리

총 3명의 여성 총리가 있었으며, 모두 보수당 소속이었다. 이들은 영국을 총 14년 268일 동안 이끌었다.
- 마거릿 대처 – 1979년 5월 – 1990년 11월 재임, Error: Need valid year, month, day.
- 테리사 메이 – 2016년 7월 – 2019년 7월 재임, Error: Need valid year, month, day.
- 리즈 트러스 – 2022년 9월 – 10월 재임, Error: Need valid year, month, day.

캐머런이 2010년에 임명된 후부터 수낵이 2024년에 사임할 때까지 남성 총리와 여성 총리가 번갈아 재임했다.

## 출생지
두 명의 총리가 아일랜드에서 태어났는데, 둘 다 1801년 연합법 이전의 아일랜드 왕국의 더블린에서 태어났다.
- 셸번 경 – 1737년 더블린에서 출생
- 웰링턴 공작 – 1769년 더블린 메리온 스트리트 6번지에서 출생

두 명의 추가적인 총리가 영국 제도 밖에서 태어났다.
- 보너 로 – 현재 캐나다인 뉴브런즈윅주 식민지에서 출생, 브리튼 제도 밖에서 태어난 첫 총리
- 보리스 존슨 – 뉴욕에서 출생, 미국 태생의 첫 총리이자 영국 영토 밖에서 태어난 첫 총리

다른 모든 총리들은 그레이트브리튼에서 태어났다 (잉글랜드 46명, 스코틀랜드 7명). 웨일스 출신임에도 불구하고, 데이비드 로이드 조지는 랭커셔 촐턴온메드록에서 태어났다.

## 국적 및 민족
잉글랜드인들은 영국 내에서 다수 민족이다. 몇몇 총리들은 영국의 다른 지역 출신이다.

### 아일랜드인
대부분의 아일랜드계 총리는 앵글로아일랜드인 배경을 가지고 있었으며, 주로 게일 아일랜드인보다는 개신교 잉글랜드 정착민의 후손이었다. 그러나 제임스 캘러헌의 할아버지는 아일랜드 가톨릭 배경을 가지고 있었다.
- 셸번 경 (1782–1783년 재임)
- 조지 캐닝 (1827년 재임) – 아일랜드인 부모님 밑에서 잉글랜드에서 태어났으며, 1802–1806년 트랠리 의원 재임 기간을 제외하고 잉글랜드 지역구를 대표했다.
- 웰링턴 공작 (1828–1830년 재임)
- 파머스턴 경 (1855–1858년 및 1859–1865년 재임) – 앵글로아일랜드 귀족 가문에서 잉글랜드에서 태어났으며, 잉글랜드 지역구를 대표했다.
- 제임스 캘러헌 (1976–1979년 재임)

### 스코틀랜드인
- 뷰트 경 (1762–1763년 재임)
- 애버딘 경 (1852–1855년 재임)
- 윌리엄 유어트 글래드스턴 (1868–1874년, 1880–1885년, 1886년, 1892–1894년 재임) – 스코틀랜드인 부모님 밑에서 잉글랜드에서 태어났으며, 마지막 세 임기 동안 스코틀랜드 지역구(미들로시언)를 대표했다.
- 로즈베리 경 (1894–1895년 재임) – 스코틀랜드 귀족 가문에서 잉글랜드에서 태어났다.
- 아서 밸푸어 (1902–1905년 재임)
- 헨리 캠벨배너먼 (1905–1908년 재임)
- 보너 로 (1922–1923년 재임) – 스코틀랜드계 부모님 밑에서 캐나다에서 태어났으며, 어린 시절부터 스코틀랜드에서 살았고, 재임 기간 동안 스코틀랜드 지역구를 대표했다.
- 램지 맥도널드 (1924년 및 1929–1935년 재임)
- 해럴드 맥밀런 (1956–1963년 재임) – 잉글랜드에서 태어나 평생 잉글랜드에서 살았지만, 그의 친할아버지는 스코틀랜드인이었고 맥밀런 자신은 스코틀랜드인이라고 생각했다.[31]
- 앨릭 더글러스흄 (1963–1964년 재임) – 스코틀랜드 귀족 가문에서 잉글랜드에서 태어났으며, 성인이 된 후 스코틀랜드에 살면서 지역구를 대표했다.
- 토니 블레어 (1997–2007년 재임) – 스코틀랜드에서 태어나 그곳에서 학교를 다녔지만, 이후 잉글랜드에서 살았다.
- 고든 브라운 (2007–2010년 재임)
- 데이비드 캐머런 (2010–2016년 재임) – 부분적으로 스코틀랜드 혈통의 가문에서 잉글랜드에서 태어났으며, 그의 고조부 유언 캐머런 경은 인버네스셔에서 태어났고, 그는 로키엘의 클랜 캐머런 족장의 후손이다.

### 웨일스인
- 데이비드 로이드 조지 (1916–1922년 재임) – 웨일스인 부모님 밑에서 잉글랜드에서 태어났고 웨일스어를 구사했으며, 비영어권 배경을 가진 유일한 총리이다. 웨일스 지역구를 대표했다.

### 미국인
- 보리스 존슨, 첫 미국 태생 총리 (뉴욕에서 출생). 또한 미국 대통령 직책에 잠재적으로 자격이 있었던 첫 영국 총리: 2016년까지 그는 선천적 시민이었지만, 필요한 14년의 미국 거주 기간을 채우지 못했다. 그는 무슬림 (튀르키예인 및 체르케스인) 및 (러시아-리투아니아) 유대인 혈통을 가지고 있으며, 조상 중 한 명은 랍비였고 증조부는 언론인이자 정치인인 알리 케말이었다.

### 캐나다인
- 보너 로, 첫 캐나다 태생 총리 (뉴브런즈윅 식민지의 킹스턴, 현재 렉스턴에서 출생)

### 영국계 유대인
- 벤저민 디즈레일리는 유대계 혈통이었지만, 그의 조상들은 다른 유럽 국가에서 살았다.[32][33][34] 그의 할아버지는 1748년에 이탈리아에서 잉글랜드로 이주했다.[35]

### 앵글로-인도인
- 제2대 리버풀 백작 로버트 젱킨슨은 인도에 정착한 포르투갈인 후손이었으며, 16분의 1 정도 인도인 혈통일 수도 있다.[36][37][38][39]

### 영국계 인도인
- 리시 수낵은 영국계 아시아인이자 영국계 인도인 혈통의 첫 총리였으며, 유색인종 총리 중 첫 번째였다.[40][41] 그는 잉글랜드에서 아프리카 출신 힌두교도인 인도 펀자브인 부모에게서 태어났다. 그의 부모는 둘 다 동남아시아의 인도인 디아스포라에서 태어났는데, 그의 아버지는 케냐 식민지 및 보호령 (현 케냐)에서, 어머니는 탕가니카 영토 (현 탄자니아의 일부)에서 태어났다.

## 종교적 배경

### 기독교인
영국의 총리들은 주로 잉글랜드 국교회 소속이었는데, 이 직위는 해당 교회의 주교 임명에 영향을 미쳤다. 잉글랜드 국교회 외부에서 총리직을 맡은 첫 인물은 뷰트 경으로, 그는 스코틀랜드 성공회의 일원이었다. 그래프턴 공작은 퇴임 후 공식적으로 유니테리언으로 개종한 첫 인물이었다. 다른 교파 소속 총리들 (재임 중, 달리 명시되지 않은 경우)은 다음과 같다.

#### 스코틀랜드 교회

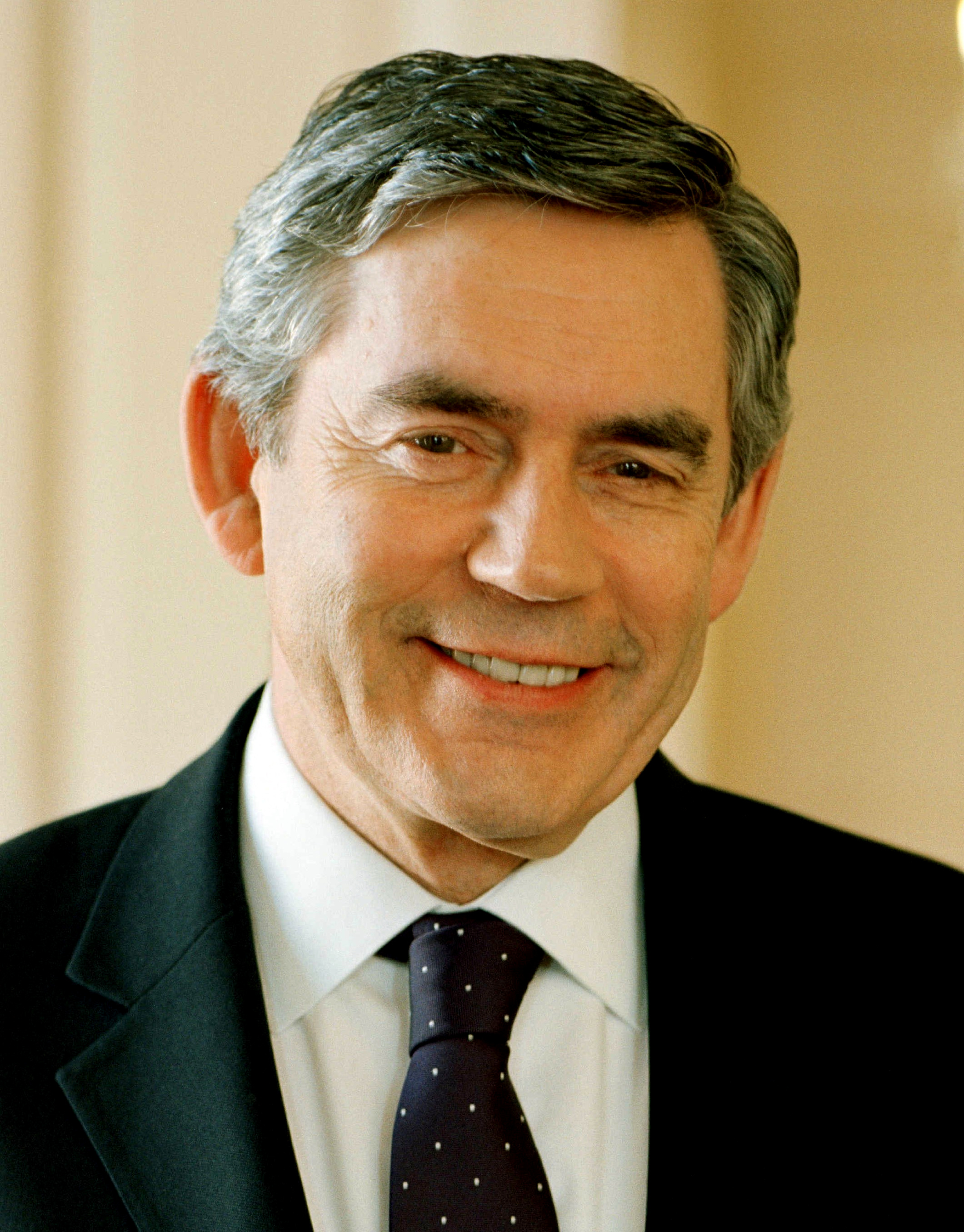
고든 브라운은 스코틀랜드 교회의 일원이다

- 아서 밸푸어
- 헨리 캠벨배너먼
- 고든 브라운

#### 스코틀랜드 성공회
- 뷰트 경
- 앨릭 더글러스흄

#### 유니테리언 교회
- 그래프턴 공작 – 재임 중에는 잉글랜드 국교회 소속이었으나, 1774년 런던의 유니테리언 회중의 일원이 되었다.[42]
- 램지 맥도널드 – 고향의 스코틀랜드 자유교회를 떠나 윤리연합에 가입하기 전까지 유니테리언이었다.
- 네빌 체임벌린 – 유니테리언 가정에서 자랐으나, 장례식을 제외하고는 성인 생활 동안 종교 예배에 참석한 기록이 없으며 조직화된 종교에 관심을 보이지 않았다.[43]

#### 회중 교회
- H. H. 애스퀴스
- 해럴드 윌슨

#### 침례교회
- 데이비드 로이드 조지 – 젊은 시절 신앙을 잃었으나, 훌륭한 설교와 찬송가에 대한 감상은 유지했다.[44][45]
- 제임스 캘러헌 – 취임 시점에는 무신론자가 되었다.[46]

#### 스코틀랜드 자유교회
- 보너 로
- 램지 맥도널드 – 유니테리언이 되었다가 윤리연합에 가입했다.

#### 감리교회
- 마거릿 대처 – 1951년까지; 이후 그리고 재임 중에는 성공회 신자였다.

#### 로마 가톨릭 교회
- 토니 블레어 – 재임 중에는 성공회 신자였으나, 가톨릭 신자 아내와 결혼했고 2007년 퇴임 후 가톨릭으로 개종했다.
- 보리스 존슨 – 로마 가톨릭으로 세례를 받았으나, 학교 재학 중 성공회로 개종했다. 2021년 5월 29일, 그는 가톨릭 교회인 웨스트민스터 대성당에서 가톨릭 신자인 캐리 시몬즈와 결혼했다.[47]

### 기타 종교

#### 유대교

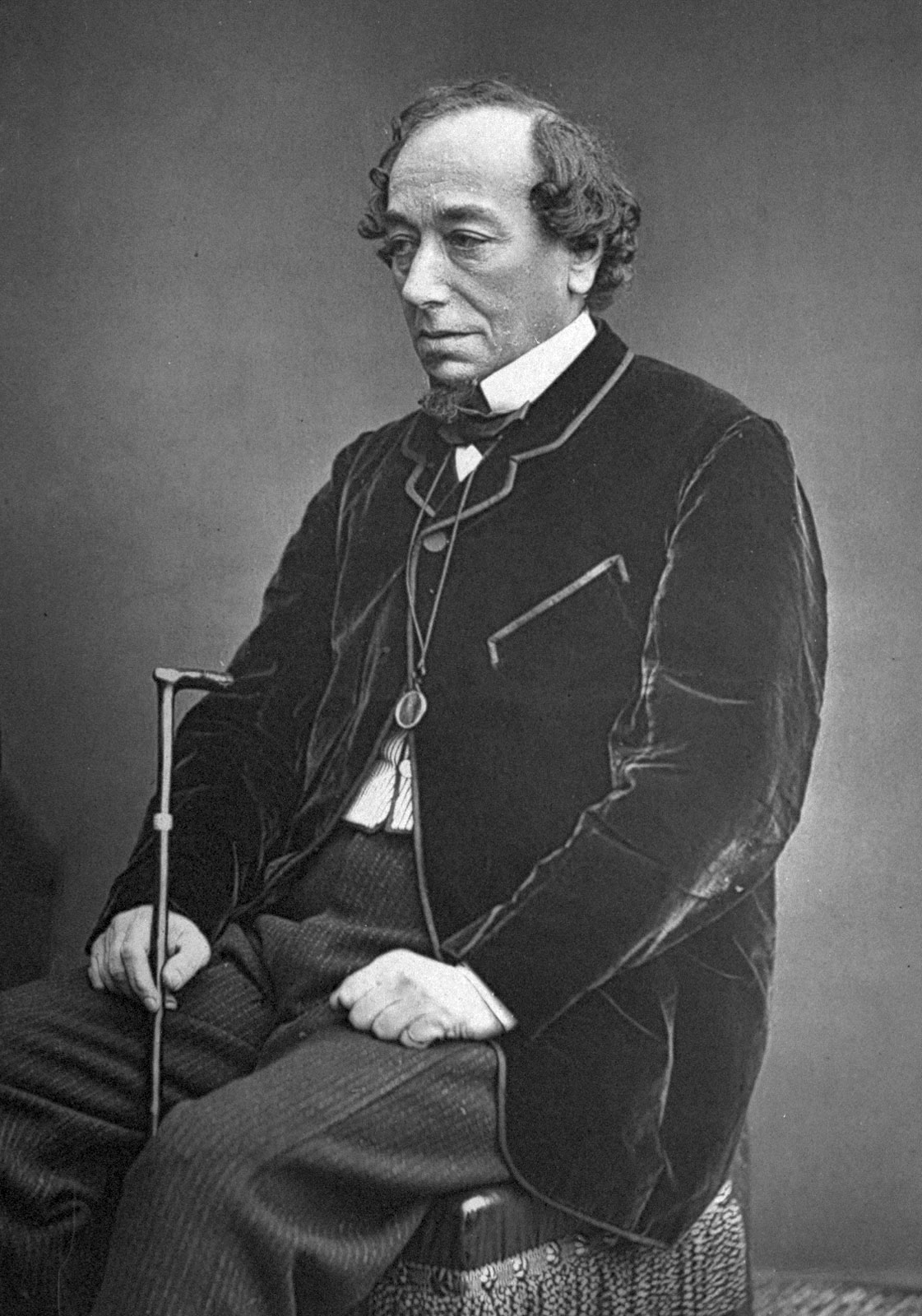
벤저민 디즈레일리, 영국 유일의 유대계 총리

- 벤저민 디즈레일리 – 1817년까지; 이후 그리고 재임 중에는 성공회 신자였다.

#### 힌두교
- 리시 수낵 – 2022년 10월 25일 총리가 된 최초의 힌두교 신자이다. 2021년 재무장관 시절, 그는 다우닝가 11번지 계단에 불 밝힌 디왈리 촛불을 놓은 것을 가장 자랑스러운 업적 중 하나로 꼽았으며, 바가바드 기타 사본을 들고 취임 선서를 한 이력도 있다.[48] 그는 또한 취임 시 기독교가 아닌 종교를 믿는 최초의 종교인 총리이다.[49]

### 무종교인
- 데이비드 로이드 조지 – 젊은 시절 신앙을 잃었으나, 훌륭한 설교와 찬송가에 대한 감상은 유지했다[44][45]
- 네빌 체임벌린 – 자신을 "경건한 불가지론자"라고 묘사했으며, 유니테리언 원리에 대한 일부 공감을 유지했음에도 불구하고[43]
- 윈스턴 처칠 – 자신이 "기독교 또는 다른 형태의 종교적 신념을 받아들이지 않는다"고 썼다. 젊은 시절에는 강하게 반종교적이었고, 평생 불가지론자였으며, 국교인 성공회를 "외부에서" 지지했다.[50]
- 클레멘트 애틀리 – 자신을 "종교적 감정을 가질 수 없는" 불가지론자라고 묘사하며, "기독교의 윤리"는 믿지만 "수수께끼 같은 것"은 믿지 않는다고 말했다.[51]
- 제임스 캘러헌 – 노동조합 간부로 일하면서 무신론자가 되었다.[46]
- 리즈 트러스 – 자신을 "기독교 신앙과 잉글랜드 교회의 가치를 공유하지만, 정기적으로 종교 활동을 하는 사람은 아니다"라고 묘사했다.[52]
- 키어 스타머 – 무신론자로, 군주에 대한 충성 서약에서 "엄숙한 확언"을 선택했다 (선서 대신).[53] 그와 그의 유대인 아내와 자녀들은 가끔 자유 유대교 회당에 참석한다.[54]

## 신체적 특징 및 장애

### 키
가장 키가 큰 총리는 솔즈베리 경으로 알려져 있으며, 키는 약 6 피트 4 인치 (193.0 cm)였다. 그러나 다우닝가의 웹사이트에는 6-피트-1-인치 (185.4 cm)의 제임스 캘러헌이 가장 키가 크다고 나와 있다.
가장 키가 작은 총리는 약 5 피트 3 인치 (160.0 cm)의 키를 가진 스펜서 퍼시벌로 알려져 있으며, 그는 자신의 키 때문에 "작은 P."라는 별명을 얻었다. 리즈 트러스가 2022년 9월 6일 취임했을 때, 그녀는 키가 5피트 3인치로 이 기록과 동률을 이루었다. 다음으로 작은 총리들은 성인이 된 후 내내 5 피트 5 인치 (165.1 cm) 미만이었던 존 러셀 경과 5 피트 5 인치 (165.1 cm)였던 마거릿 대처였다.

### 얼굴 털
영국 남성 총리들은 재임 중 대부분 면도를 깨끗이 한 얼굴이었지만, 다음 총리들은 예외였다 (사진으로 확인된 바에 따름).

#### 수염 기른 총리
- 벤저민 디즈레일리 (염소 수염) (1868년 및 1874–1880년 재임)
- 솔즈베리 경 (완전한 수염을 기른 유일한 총리; 1885–1886년, 1886–1892년, 1895–1902년 재임)

#### 콧수염 기른 총리
- 아서 밸푸어 (1902–1905년 재임)
- 헨리 캠벨배너먼 (1905–1908년 재임)
- 데이비드 로이드 조지 (1916–1922년 재임)
- 보너 로 (1922–1923년 재임)
- 램지 맥도널드 (1924년 및 1929–1935년 재임)
- 네빌 체임벌린 (1937–1940년 재임)
- 클레멘트 애틀리 (1945–1951년 재임)
- 앤서니 이든 (1955–1957년 재임)
- 해럴드 맥밀런 (1957–1963년 재임)

러시아의 대머리-수염 규칙과 유사하게, 1922년에서 1957년 사이에 콧수염을 기른 남성이 면도를 깨끗이 한 남성 총리 뒤를 잇고, 그 반대도 마찬가지였다.

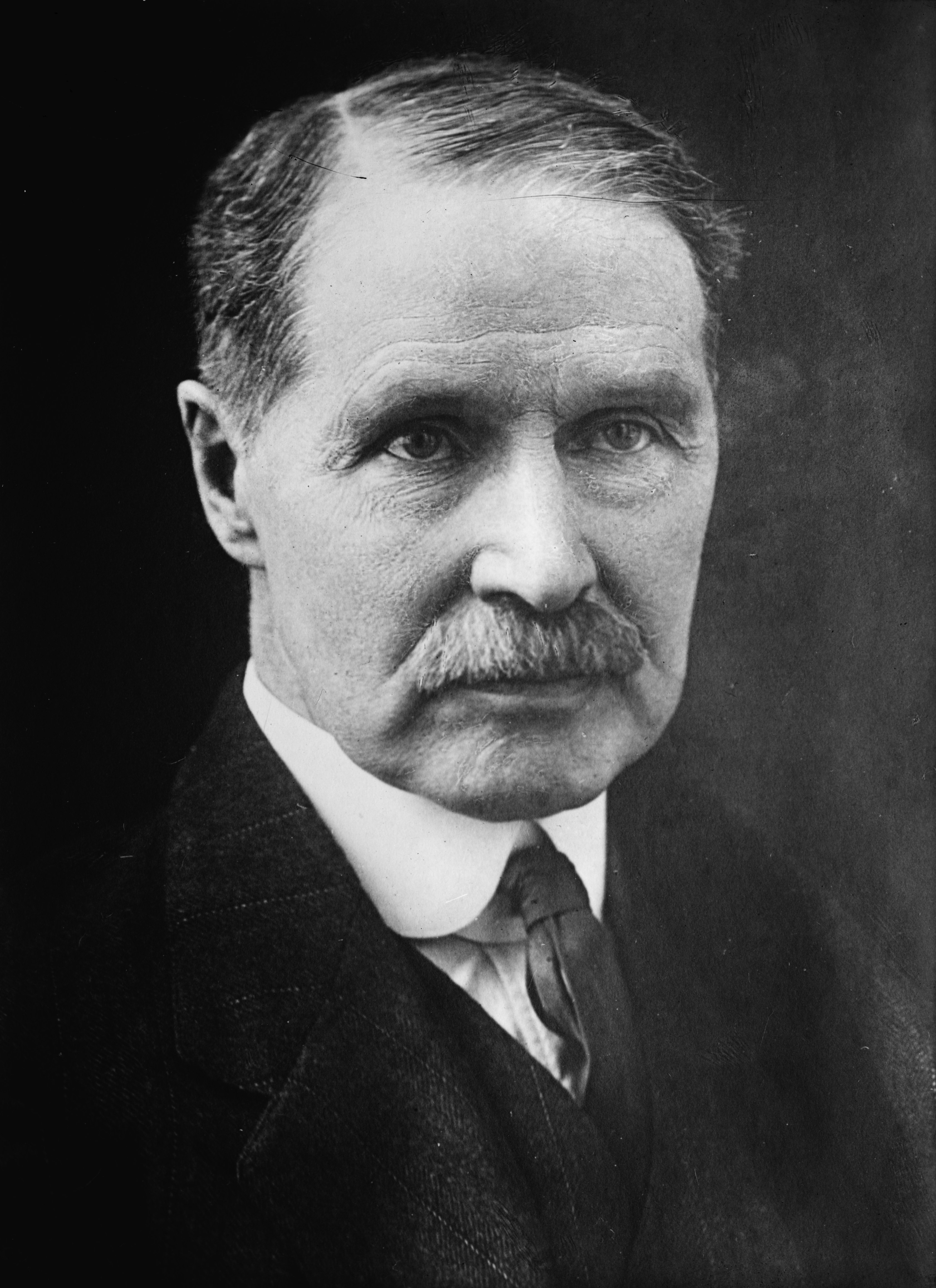
보너 로
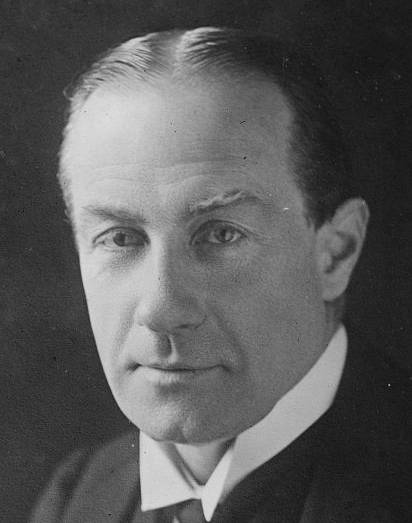
스탠리 볼드윈
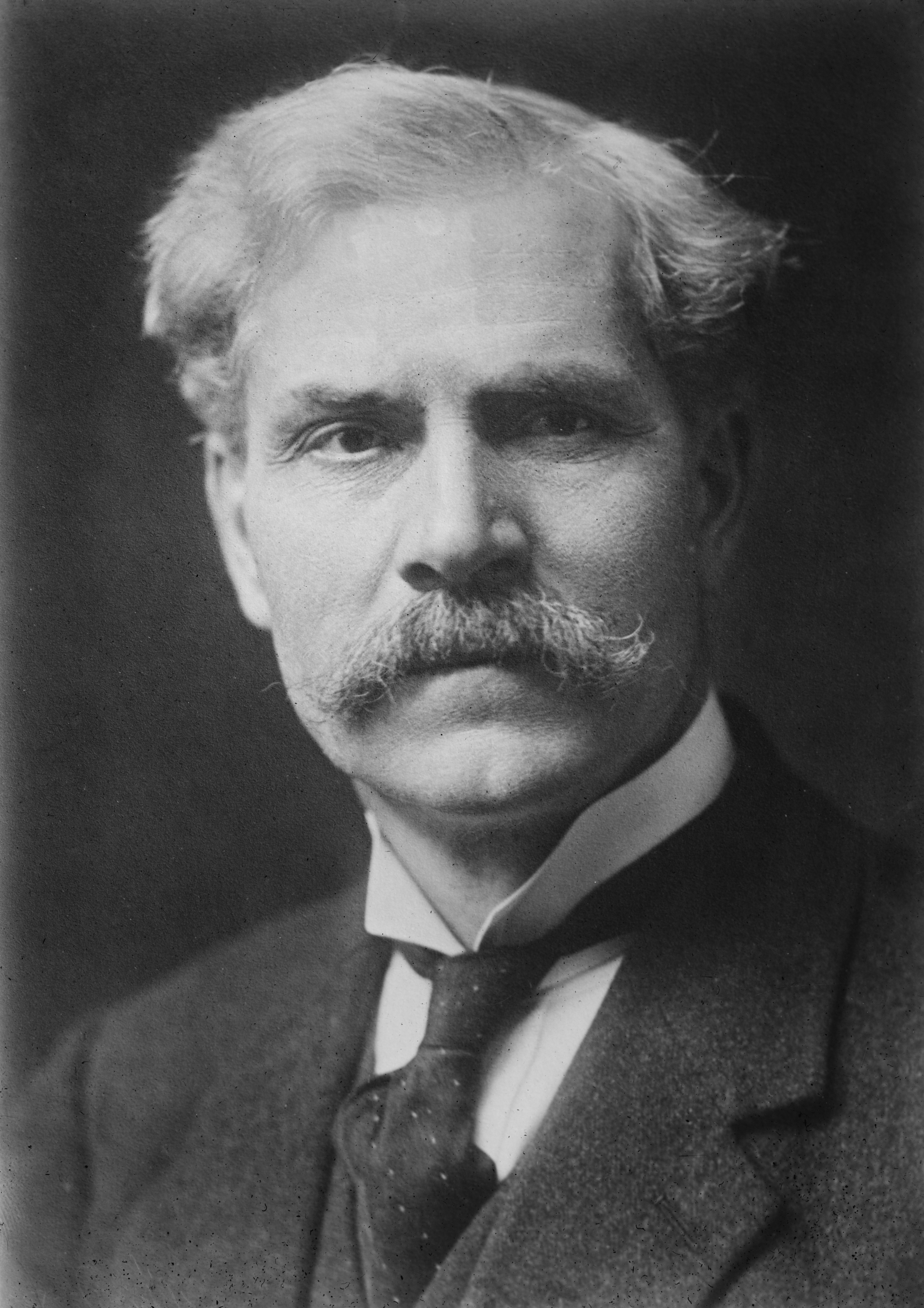
램지 맥도널드
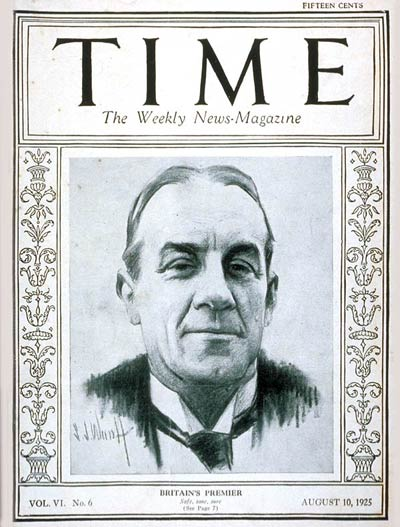
스탠리 볼드윈
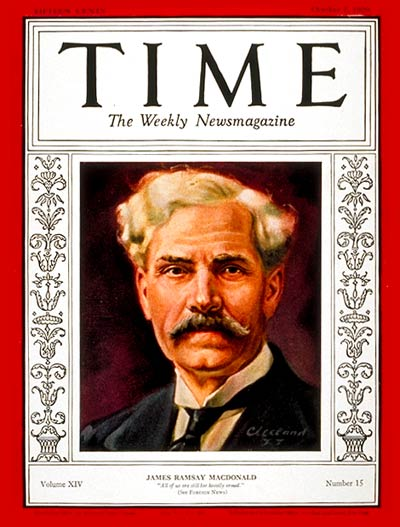
램지 맥도널드
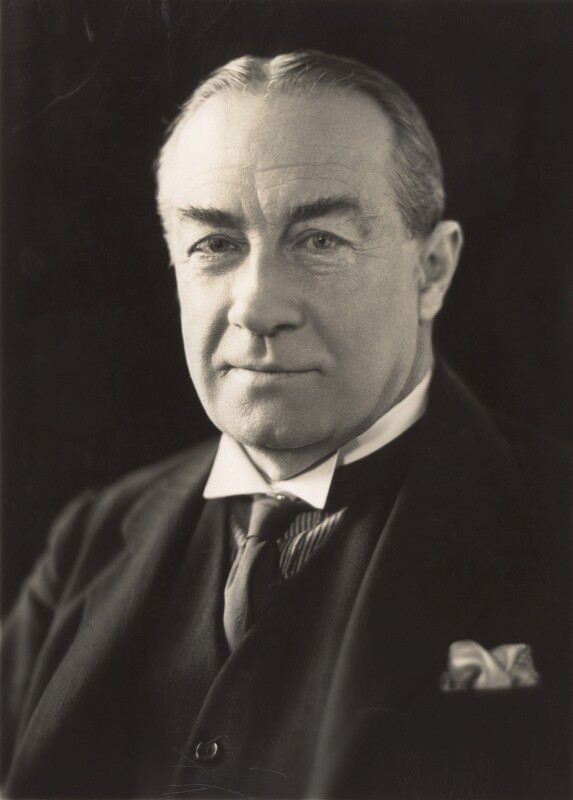
스탠리 볼드윈
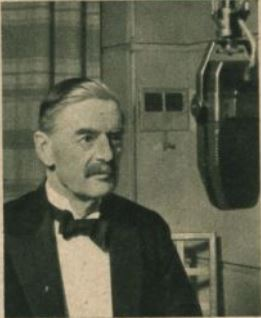
네빌 체임벌린
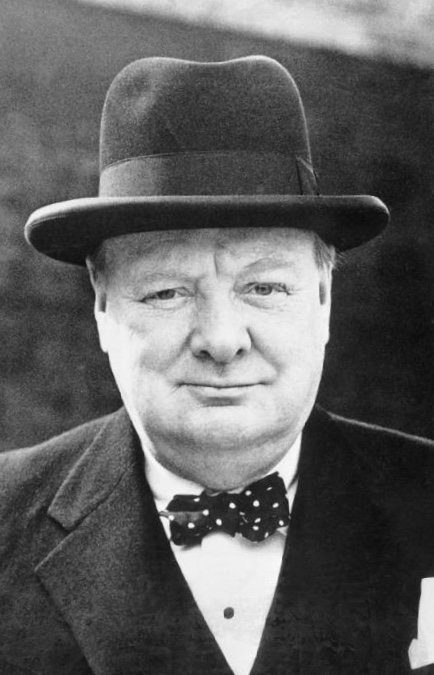
윈스턴 처칠
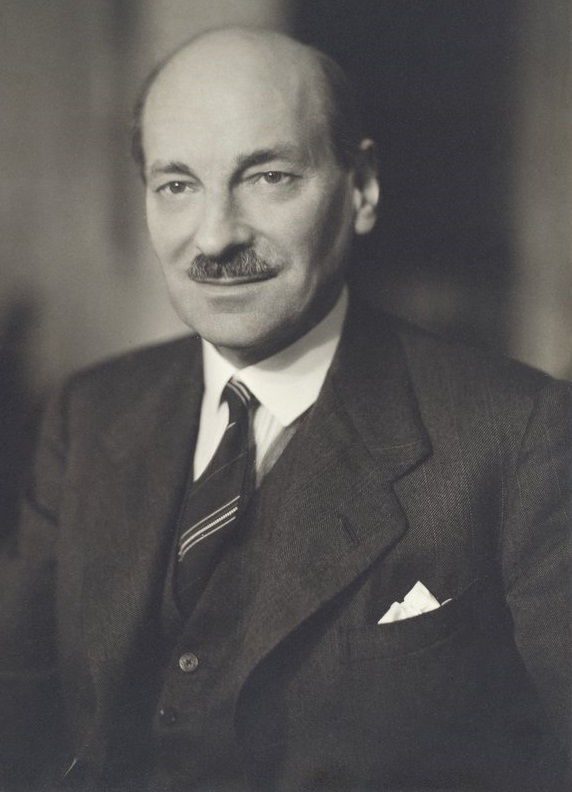
클레멘트 애틀리
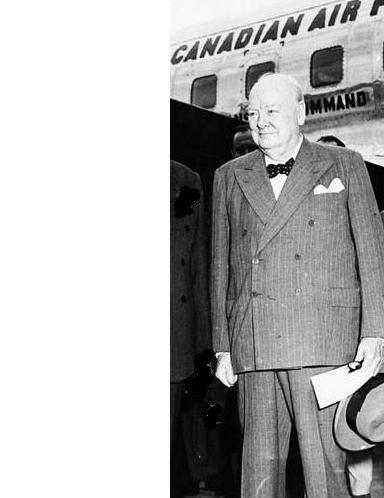
윈스턴 처칠
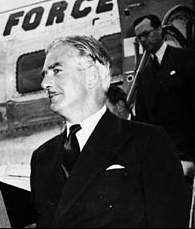
앤서니 이든

#### 구레나룻 (옆수염)
- 조지 캐닝 (1827년 재임)
- 그레이 경 (1830–1834년 재임)
- 멜버른 경 (1834년 및 1835–1841년 재임)
- 존 러셀 경 (1846–1852년 및 1865–1866년 재임)
- 애버딘 경 (1852–1855년 재임)
- 파머스턴 경 (1855–1858년 및 1859–1865년 재임)
- 더비 경 (1852년, 1858–1859년 및 1866–1868년 재임)
- 윌리엄 유어트 글래드스턴 (1868–1874년, 1880–1885년, 1886년, 1892–1894년 재임)

### 장애
최소 7명의 총리가 재임 중 신체 장애를 겪었던 것으로 알려져 있다.
- 리버풀 경 – 1827년 2월 17일 심각한 뇌졸중으로 incapacitated[61]되어 1827년 4월 9일 직책에서 물러날 수밖에 없었다.
- 웰링턴 공작 – 1822년 청력 개선을 위한 수술 후 왼쪽 귀 영구 청각 상실
- 윌리엄 유어트 글래드스턴 – 1842년 총기 사고로 왼손 검지 손가락 상실. 또한 1897년 퇴임 후 부분적으로 시력을 잃었다.
- 윈스턴 처칠 – 두 번째 임기 중 점차 청각이 약해졌고 (1949년 발병), 여러 차례 뇌졸중을 겪어 은퇴 후 말년에는 휠체어를 사용했다.[62]
- 해럴드 맥밀런 – 제1차 세계 대전에서 여러 부상 후 약간의 절뚝거림과 오른손 악력 약화로 필체에 영향을 미쳤다.[63] 그는 또한 은퇴 후 거의 시력을 잃었다.
- 고든 브라운 – 16세 때 학교 럭비 사고로 한쪽 눈의 시력을 잃었다.[64]
- 테리사 메이 – 당뇨병을 앓고 있다.

다른 총리들은 퇴임 후 장애를 얻었으며, 특히 다음과 같다.
- 뉴캐슬 공작 – 1767년 12월 뇌졸중 후 절름발이가 되고 언어 장애를 겪게 됨
- 노스 경 – 1786년과 1790년 사이에 시력을 잃었다.
- 제1대 러셀 백작 존 러셀 – 말년에 휠체어를 사용했으며; 그의 손자 버트런드 러셀은 그를 "친절한 휠체어 노인"으로 회상했다.[65]
- 로즈베리 경 – 1918년 뇌졸중 이후 1929년 사망까지 이동, 청각, 시력 장애가 점차 심화되었다.
- 아서 밸푸어, 제1대 밸푸어 백작 – 1929년까지 정맥염으로 인해 거동이 불가능해졌다.
- H. H. 애스퀴스 – 뇌졸중 후 말년 (1928년)에 휠체어 사용자가 되었다.
- 스탠리 볼드윈, 제1대 볼드윈 오브 비들리 백작 – 1947년 10월에 청각을 잃어, 환호하는 군중이 자신을 야유하는 것인지 물어봐야 했다.[66]

해럴드 윌슨은 1976년 퇴임 당시 알츠하이머병 초기 단계임을 알고 있었던 것으로 알려져 있지만, 1983년까지 의원직을 계속 수행했다.
취임 전과 의원 재직 중, 앨릭 더글러스흄은 1940년부터 1943년까지 척추 결핵 치료를 위한 수술 후 거동이 불가능했다.

## 같이 보기
- 정치 포털
- 영국 포털
- 영국 군주국 기록 목록
- 영국 및 종속 지역의 현 정부 수반 목록
- 재임 중인 영국 총리가 대표했던 영국 의회 선거구 목록
- 영국 국회 의원 기록
- 호주 총리 기록

## 내용주
1. ↑  밸푸어는 1905년 12월 4일 사임했지만, 다음날 당시 자유당 상대였던 캠벨배너먼이 그 뒤를 이었으며, 그는 1906년 1월까지 다음 총선을 치르지 않았다. 밸푸어는 보수당 대표로 이 선거에 출마했으나 패배했다.
2. ↑  처칠 이전에 가장 많은 훈장을 받은 사람은 웰링턴 공작으로, 그의 훈장, 장식 및 메달은 최소 28개였다.